# Artemisia Gentileschi
Pour les articles homonymes, voir Gentileschi.
Artemisia Gentileschi, née le 8 juillet 1593 à Rome et morte à Naples vers 1656, est une artiste peintre italienne de l'école caravagesque.
Sa mère meurt alors qu'elle est très jeune et elle est élevée seule par son père Orazio qui se rend compte rapidement de son talent. Elle reprend la rigueur de son dessin en lui ajoutant une accentuation dramatique héritée de l'œuvre du Caravage et chargée d'effets théâtraux, ce qui contribue à la diffusion du caravagisme à Naples, ville dans laquelle elle s'installe en 1630. Elle devient une peintre de cour à succès, sous le patronage des Médicis et du roi d'Angleterre Charles Ier.
Remarquablement douée et aujourd'hui considérée comme l'une des premières peintres baroques, l'une des plus accomplies de sa génération, elle s'impose par son art à une époque où les femmes peintres ne sont pas facilement acceptées. Elle est également l'une des premières femmes à peindre des sujets historiques et religieux. Elle a laissé d'elle un autoportrait d'une grande vigueur qui dénote une maîtrise consommée de son art. À la date d'octobre 2022, 61 tableaux lui sont attribués.
En 1611, le peintre Agostino Tassi la viole. Son père porte plainte l'année suivante pour sauver son propre honneur et permettre à sa fille de poursuivre son travail d'artiste. Marquée par le procès humiliant qui s'ensuivit, elle aurait développé dans ce drame certains traits marquants de son œuvre, tels que l'obscurité et la violence graphique qui s'y déploient, en particulier dans le tableau célèbre qui montre Judith décapitant Holopherne. Nombre de ses peintures expriment un point de vue féminin et dénoncent une violence masculine exercée sur les femmes. Ce parti pris artistique ainsi que sa carrière brillante en font une figure admirée par les mouvements féministes à l'époque contemporaine.

## Biographie

### Les débuts romains
Née à Rome le 8 juillet 1593,, elle est la première enfant du peintre maniériste toscan Orazio Gentileschi (1563-1639), représentant de tout premier plan du caravagisme romain. Artemisia fait son apprentissage artistique dans l'atelier paternel où elle apprend le dessin, la manière de mélanger les couleurs et de donner du brillant aux tableaux aux côtés de ses frères ; elle démontre, par rapport à eux, un talent bien plus élevé. Comme le style de son père, à cette époque, se réfère explicitement à l'art du Caravage (avec lequel Orazio entretient des rapports familiers), les débuts artistiques d'Artemisia se placent, à bien des égards, dans le sillage du peintre lombard,.

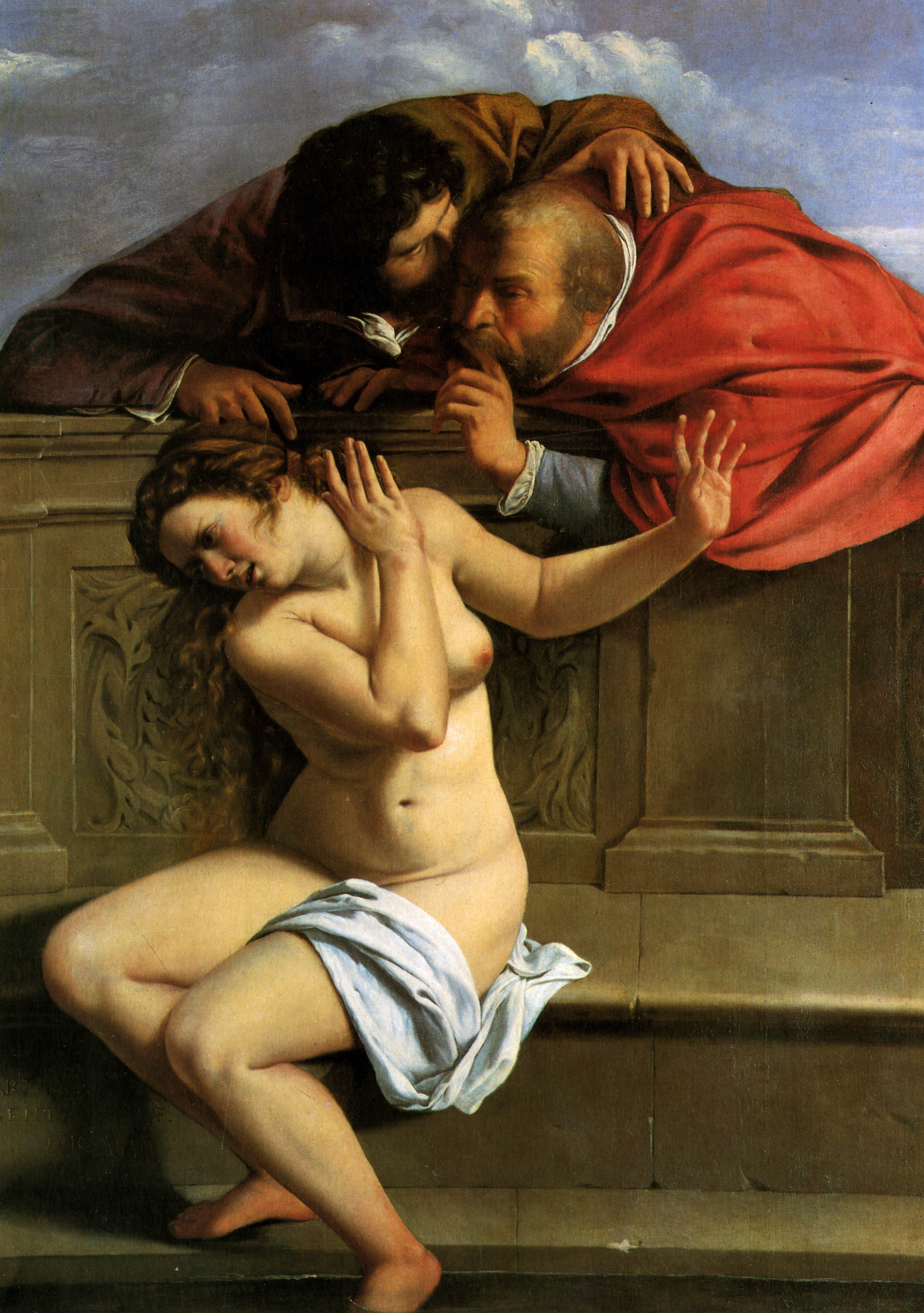
Suzanne et les Vieillards, 1610, collection Schönborn, Pommersfelden

La première œuvre attribuée à Artemisia Gentileschi, qu'elle signe à l'âge de dix-sept ans, est sa Suzanne et les Vieillards, réalisée en 1610, longtemps attribuée à son père. Ce tableau montre comment Artemisia Gentileschi a assimilé le réalisme du Caravage sans rester indifférente au langage de l'École de peinture de Bologne.
Elle reprend et modifie plusieurs fois les œuvres de son père, auxquelles elle donne une touche d'une âpreté réaliste que celui-ci n'avait pas. Elle leur confère une atmosphère dramatique, si prisée par les Napolitains, en accentuant le clair-obscur à la manière du Caravage, contribuant ainsi à l'évolution de ce style d'une façon déterminante[source insuffisante].
L'accès à l'enseignement des Beaux-Arts, exclusivement masculin, lui étant interdit, son père lui donne un précepteur privé, le peintre Agostino Tassi. Un scandale marque alors sa vie. Artemisia est violée par Tassi, le 9 mai 1611. Celui-ci promet d'abord de l'épouser pour sauver sa réputation, mais il ne tient pas sa promesse. L'affaire est portée devant le tribunal papal, presque un an après le viol. L'instruction pour stupro violente (défloration par force), qui dure neuf mois (de mars 1612 à novembre 1612), permet de découvrir que Tassi, déjà marié, avait formé le projet d'assassiner l'amant de son épouse, avait aussi agressé sexuellement sa belle-sœur, et voulait voler certaines peintures d'Orazio Gentileschi. Pendant le procès, Artemisia est soumise à un humiliant examen gynécologique et soumise au supplice des sibili pour vérifier la véracité de ses accusations. Ce moyen de torture consiste à faire passer une corde entre les doigts de la personne torturée, pour ensuite serrer très fort la corde au risque de briser les os. Tassi est condamné le 28 novembre 1612 à cinq ans d'exil des États pontificaux. Il semble toutefois que Tassi n’ait pas quitté Rome pour autant,.

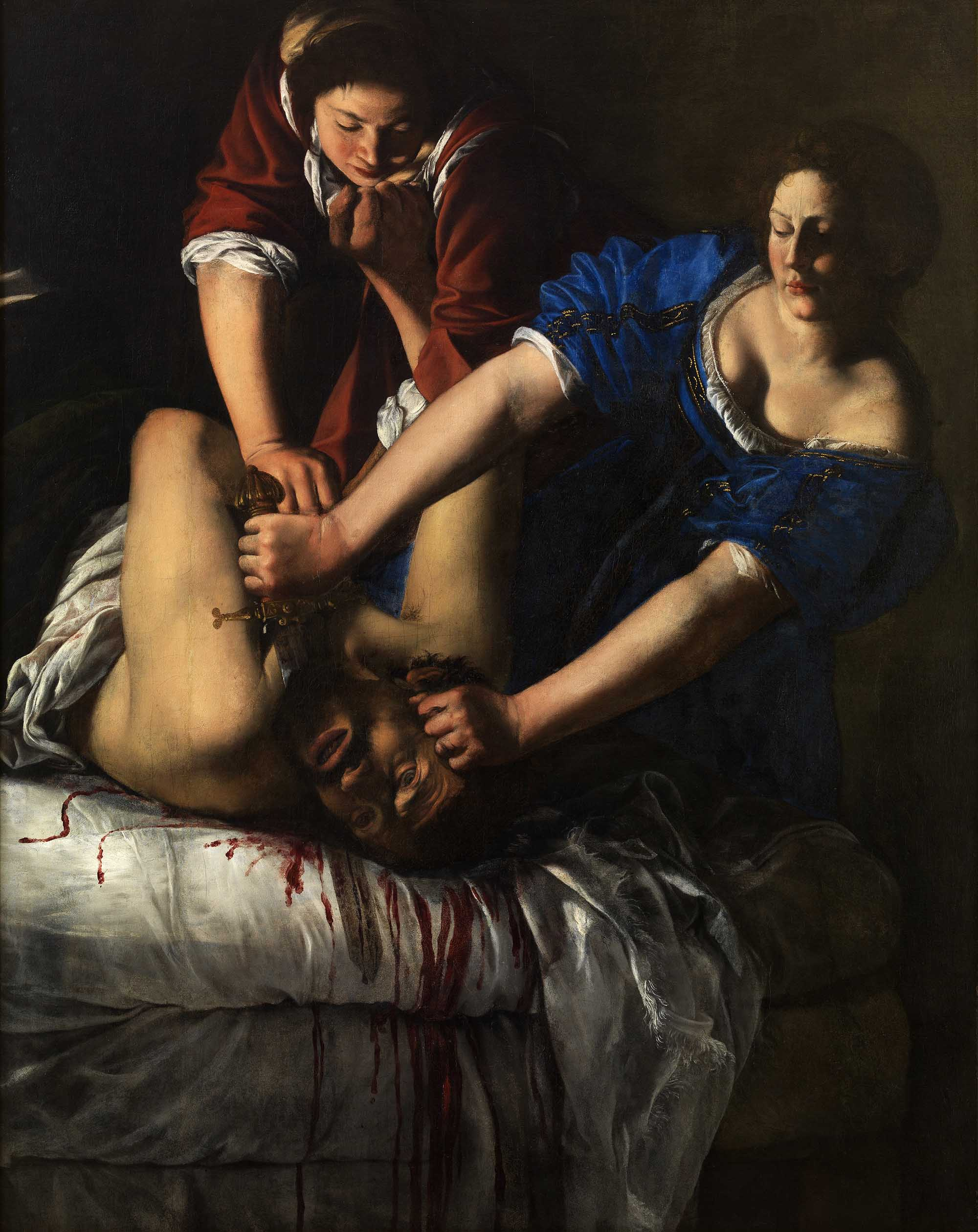
Judith décapitant Holopherne (version de Naples), musée Capodimonte, Naples, 1612-1614.

Les actes du procès, dont les documents et témoignages ont été intégralement conservés, frappent par la crudité de la relation des faits énoncés par Artemisia Gentileschi et par le caractère inquisitorial des méthodes du tribunal. Leur lecture à la lumière des thèses féministes de la seconde moitié du XXe siècle a eu une grande influence sur l'analyse de la personnalité d'Artemisia Gentileschi.
- Témoignage d'Artemisia Gentileschi lors du procès :

« Il ferma la chambre à clef et après l'avoir fermée il me jeta sur le bord du lit en me frappant sur la poitrine avec une main, me mit un genou entre les cuisses pour que je ne puisse pas les serrer et me releva les vêtements, qu'il eut beaucoup de mal à m'enlever, me mit une main à la gorge et un mouchoir dans la bouche pour que je ne crie pas et il me lâcha les mains qu'il me tenait avant avec l'autre main, ayant d'abord mis les deux genoux entre mes jambes et appuyant son membre sur mon sexe il commença à pousser et le mit dedans, je lui griffai le visage et lui tirai les cheveux et avant qu'il le mette encore dedans, je lui écrasai le membre en lui arrachant un morceau de chair. »

— Roland Barthes, Anne-Marie Sauzeau-Boetti, Eva Menzio, Artemisia Gentileschi, Lettres précédées par les Actes d'un procès de viol, Éditions des femmes, 1984.
La toile, conservée au musée Galerie des Offices (Galleria degli Uffizi), qui représente Judith décapitant Holopherne (c.1620-1621), impressionnante par la violence de la scène, a été interprétée comme un désir de revanche par rapport à la violence subie.
Un mois après la conclusion du procès, Orazio arrange pour Artemisia un mariage avec Pietro Antonio Stiattesi, modeste peintre florentin, qui permet à Artemisia, violentée, abusée et dénigrée, de retrouver ce qui était à l'époque considéré comme un statut honorable.
La Vierge à l'Enfant de la Galerie Spada date des débuts romains.
Peu après, le couple s'installe à Florence, où ils ont quatre enfants, dont seule la fille, Prudenzia, vit suffisamment longtemps pour suivre sa mère lors de son retour à Rome puis à Naples.

### La période florentine (1614-1620)

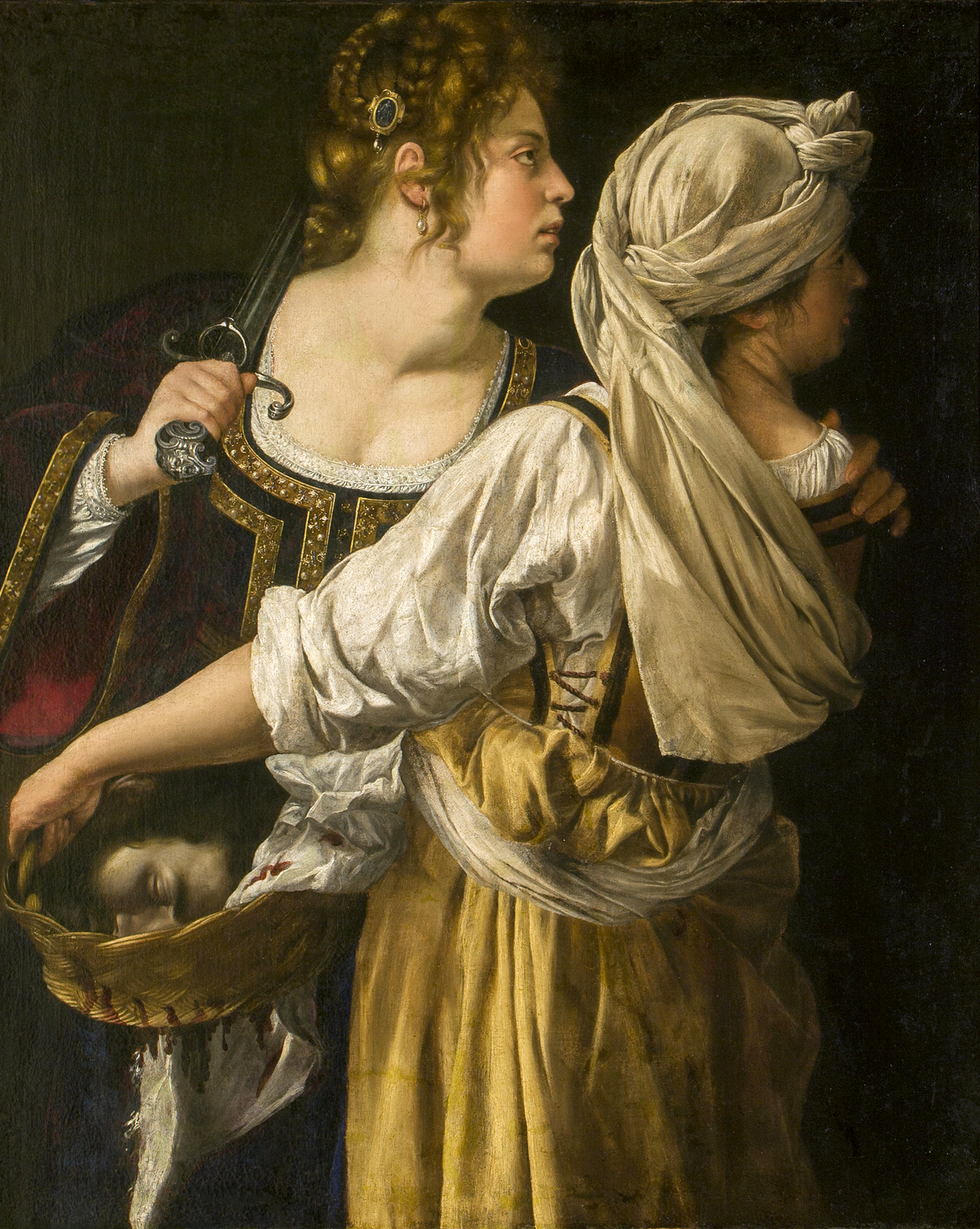
Judith et sa servante, vers 1618-1619, palais Pitti (Florence).

À Florence, Artemisia connaît un succès flatteur. Première femme à jouir d'un tel privilège, elle est acceptée à l'Académie du dessin,, et entretient de bons rapports avec les artistes les plus réputés de son temps, comme Cristofano Allori. Elle conquiert les faveurs et la protection de personnes influentes, à commencer par le grand-duc Cosme II et plus particulièrement la grande-duchesse Christine de Lorraine. Elle entretient de bonnes relations avec Galilée, avec qui elle reste en contact épistolaire bien après sa période florentine,.
Elle travaille notamment à la Casa Buonarroti où Michel-Ange Buonarroti le Jeune, petit-neveu de Michel-Ange, occupe, parmi ses amateurs, une place d'une particulière importance : occupé à construire une demeure pour célébrer la mémoire de son illustre aïeul, il confie à Artemisia Gentileschi l'exécution d'une toile destinée à décorer le plafond de la salle des peintures. La toile en question représente une Allégorie de l'Inclination (ou du Talent naturel), représentée sous forme d'une jeune femme nue tenant en main une boussole. Il est vraisemblable que l'avenant visage féminin a les traits d'Artemisia Gentileschi elle-même. Souvent en effet dans les toiles d'Artemisia Gentileschi, les héroïnes ont le visage que l'on retrouve dans ses portraits ou autoportraits : souvent le commanditaire de ses toiles désire avoir une image rappelant visuellement l'artiste dont la réputation va croissant.
Appartiennent à la période florentine la Marie Madeleine et Judith et sa servante conservées à la Galerie Palatine du palais Pitti, ainsi que son indéniable chef-d'œuvre, conservé à la Galerie des Offices, une seconde version, plus grande, de sa Judith décapitant Holopherne, où elle donne ses propres traits à Judith, et ceux de Tassi à Holopherne.
Malgré le succès, la période florentine est troublée par des problèmes financiers dus aux dépenses excessives du couple. On peut raisonnablement relier au désir de fuir la hantise des dettes et à la difficile cohabitation avec son époux son retour à Rome qui se réalise finalement en 1621.

### De nouveau à Rome (1621-1627), puis à Venise (1627-1630)

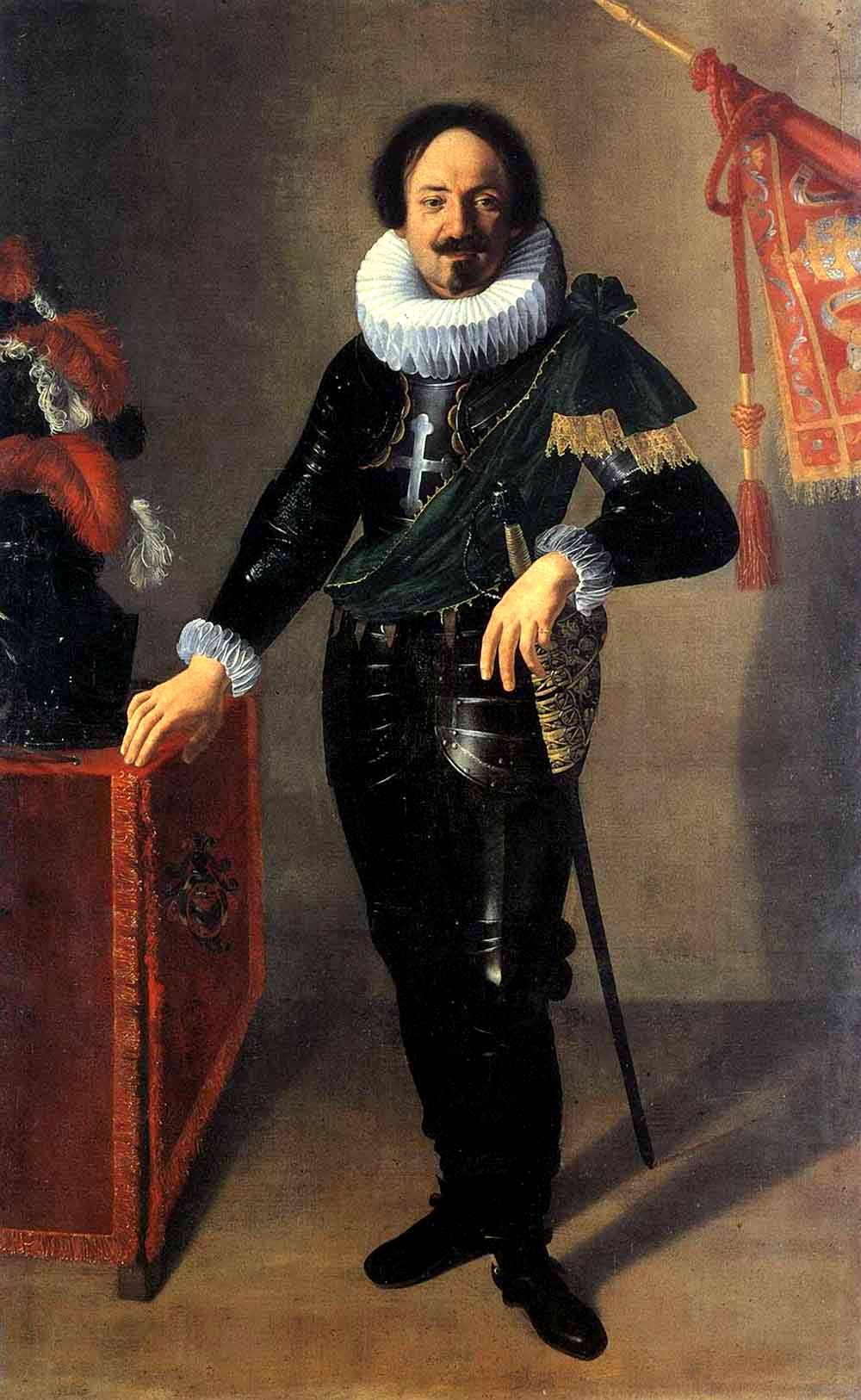
Portrait d'un chevalier de l'ordre des Saints-Maurice-et-Lazare, 1622, Palazzo d'Accursio (Bologne).

L'année de l'arrivée d'Artemisia Gentileschi à Rome coïncide avec celle du départ de son père Orazio pour Gênes. On a supposé, sur la base de conjectures, qu'Artemisia Gentileschi avait suivi son père dans la capitale ligure (ce qui expliquerait la continuité d'une affinité de style qui, encore aujourd'hui, rend problématique l'attribution de tel ou tel tableau à l'un ou à l'autre). Il n'existe cependant pas de preuves suffisantes.
Séparée de son mari, Artemisia Gentileschi s'installe à Rome en femme désormais indépendante, en mesure de prendre une maison et d'élever ses enfants. Outre Prudenzia (née du mariage avec Pierantonio Stiattesi), elle a une fille naturelle, née probablement en 1627. Artemisia Gentileschi a cherché à intéresser ses deux filles à la peinture, mais sans grand succès.
Dans la Rome de ces années-là on voit encore beaucoup de peintres caravagesques. D'évidentes correspondances existent, par exemple, entre le style d'Artemisia Gentileschi et celui de Simon Vouet, qui fait son Portrait. Mais durant le pontificat d'Urbain VIII, le succès du classicisme de l'école bolonaise ou des audaces baroques de Pierre de Cortone va croissant. Artemisia Gentileschi montre qu'elle a la juste sensibilité pour accueillir les nouveautés artistiques et la juste détermination pour vivre en protagoniste cette extraordinaire période artistique de Rome, passage obligé des artistes de toute l'Europe. Elle entre à l'Académie des Desiosi et est, à cette occasion, célébrée par un portrait gravé dont la dédicace la qualifie de « Picturæ miraculum invidendum facilius quam imitandum », soit « Miracle de la peinture, plus facile à envier qu'à imiter ». De cette période date son amitié avec Cassiano dal Pozzo, humaniste, collectionneur et grand mécène, qui la protège.
Toutefois, malgré sa réputation artistique, sa forte personnalité et son réseau relationnel, son séjour à Rome n'est pas aussi riche de commandes qu'Artemisia Gentileschi l'aurait souhaité. L'appréciation de sa peinture est peut-être circonscrite à sa valeur de portraitiste et à son habileté à mettre en scène les héroïnes bibliques : elle est exclue des riches commandes des cycles de fresques et des grands retables. Il est difficile, du fait de l'absence de fonds documentaire, de suivre tous les déplacements d'Artemisia Gentileschi durant cette période. Il est certain, qu'entre 1626 ou 1627 et 1630, elle s'installe, sans doute à la recherche de meilleures commandes, à Venise, : en font foi les hommages qu'elle reçoit des lettrés de la cité lagunaire qui célèbrent sa qualité de peintre.
Bien que la datation des œuvres d'Artemisia Gentileschi soit souvent sujette à controverse parmi les critiques d'art, il est possible d'attribuer à cette période le Portrait d'un chevalier de l'ordre des Saints-Maurice-et-Lazare aujourd'hui à Bologne (unique exemple connu à ce jour de cette habileté de portraitiste qui rendit Artemisia Gentileschi célèbre) ; Judith et sa servante avec la tête d'Holopherne, aujourd'hui à l'Institute of Arts de Détroit (qui reflète la capacité de la peintre à maîtriser les effets de clair-obscur produits par la lumière des bougies) ; la Vénus endormie, aujourd'hui au Musée des Beaux-Arts de Virginie à Richmond ; Esther et Assuérus du Metropolitan Museum of Art de New York (qui témoigne de l'aptitude d'Artemisia Gentileschi à assimiler des leçons des luministes vénitiens),.

### Naples et la parenthèse anglaise (1630-1656)

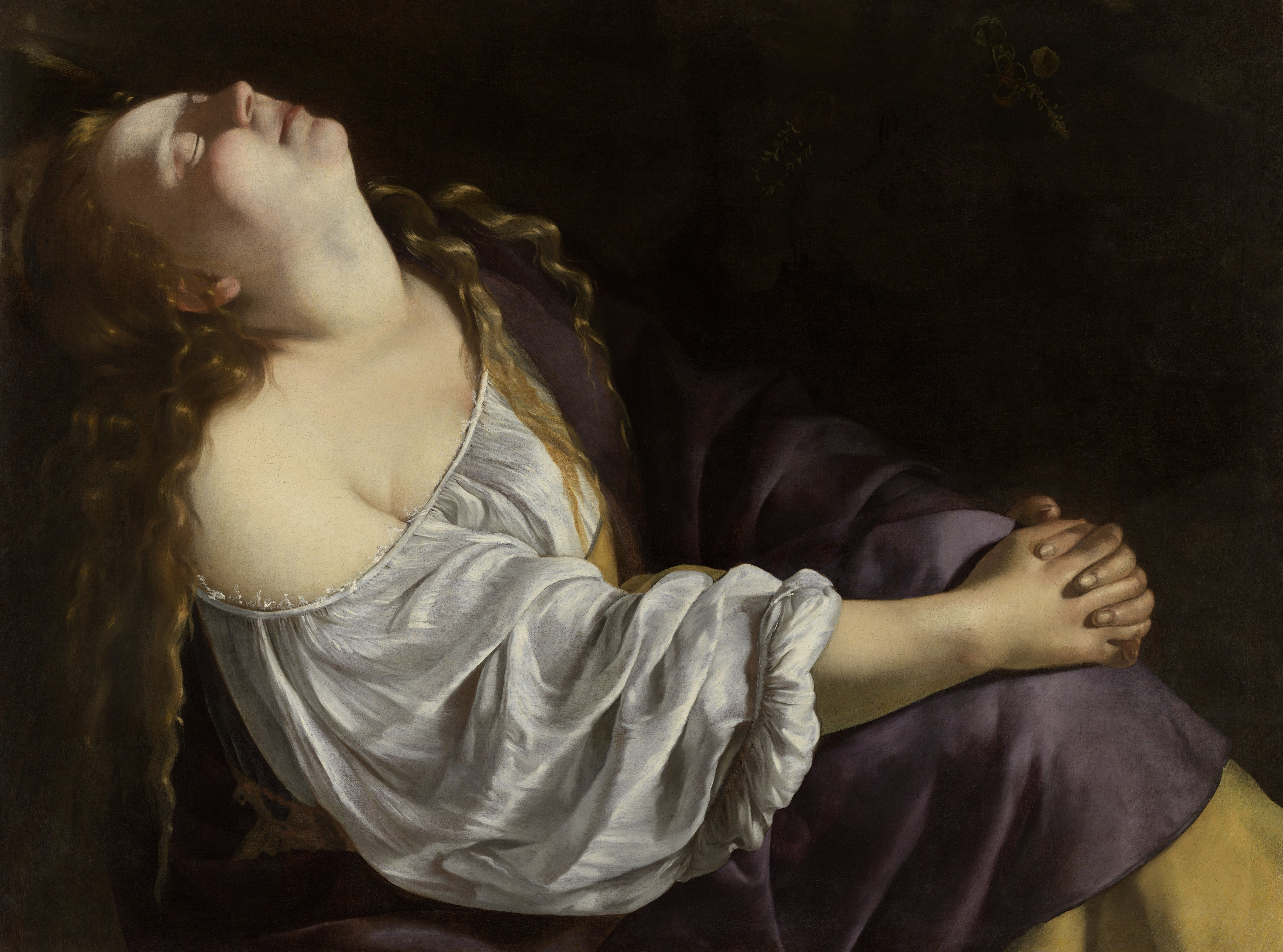
Marie Madeleine, peinture 1610.

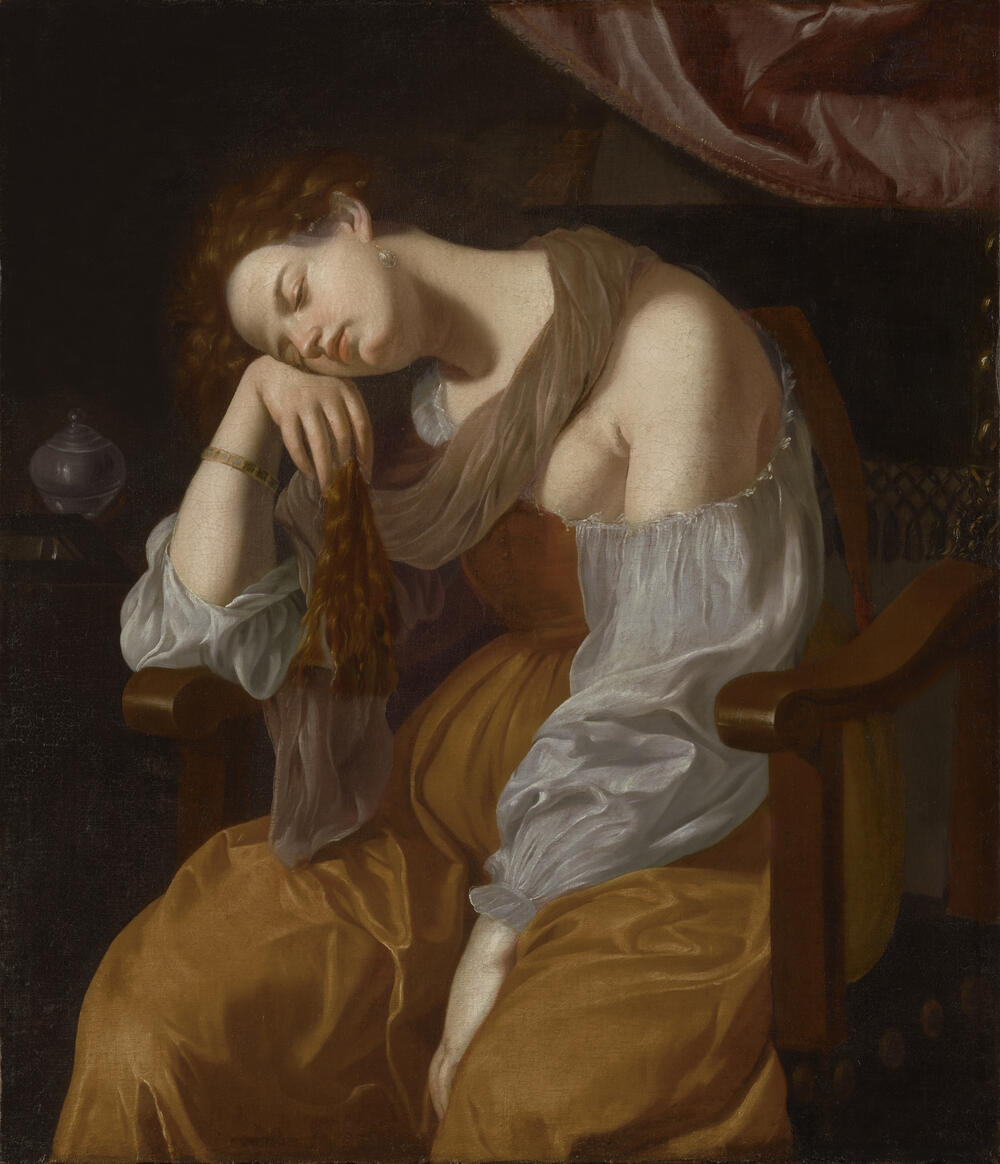
Marie Madeleine pénitente, 1625-1626.

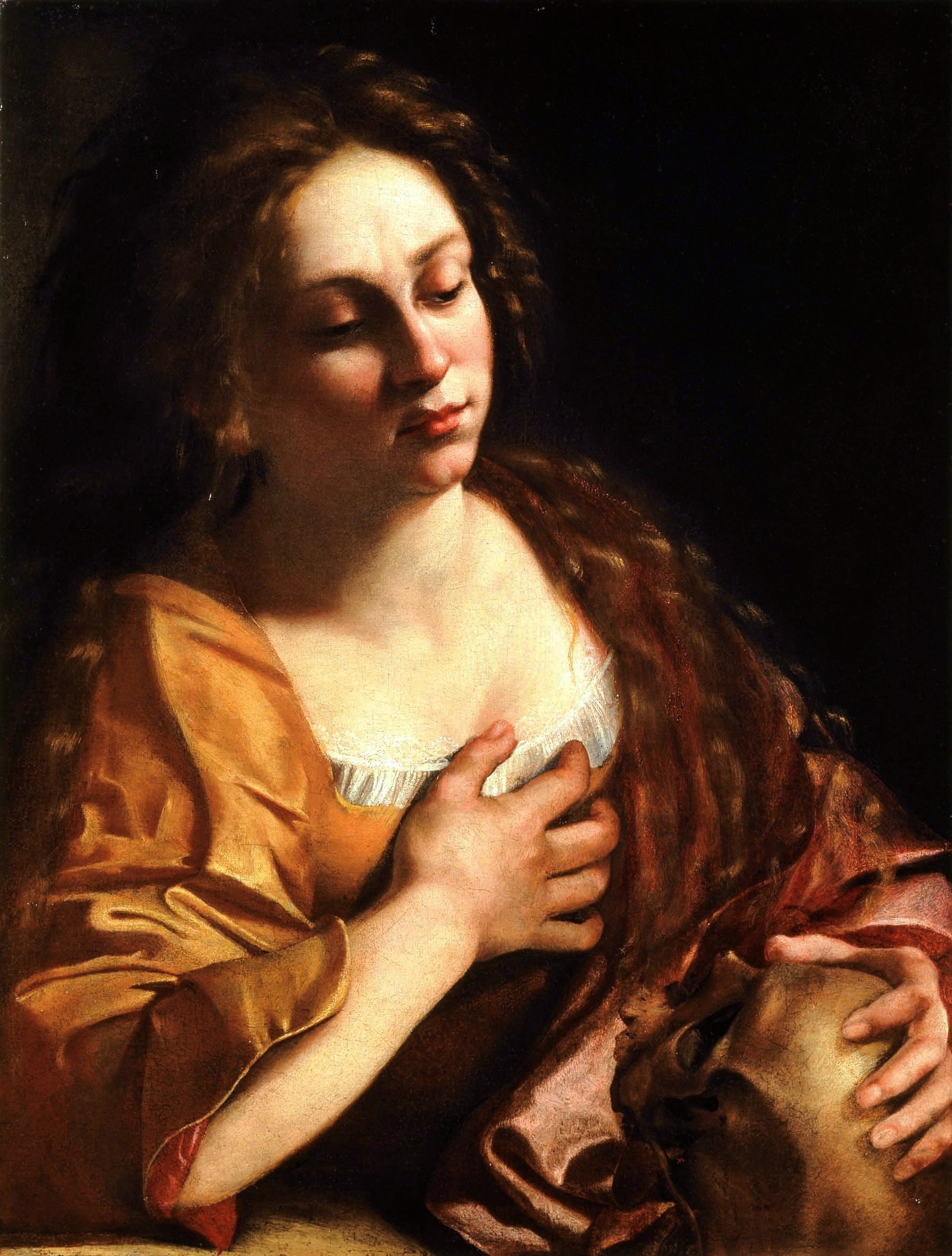
Marie Madeleine, 1631.

En 1630 Artemisia Gentileschi se rend à Naples, estimant qu'il pourrait y avoir, dans cette ville florissante de chantiers et de passionnés de beaux-arts, de nouvelles et plus enrichissantes possibilités de travail.
L'Annonciation du Musée de Capodimonte est sans doute représentative des débuts artistiques d'Artemisia Gentileschi à Naples.
Un peu plus tard, son emménagement à Naples est définitif. Naples (malgré quelques regrets pour Rome) est pour Artemisia Gentileschi une sorte de seconde patrie dans laquelle elle s'occupe de sa famille, et où elle marie, avec la dot nécessaire, ses deux filles. Elle reçoit des témoignages de grande estime, entretient de bonnes relations avec le duc d'Alacala, vice-roi, a des rapports d'égal à égal avec les peintres importants exerçant dans la ville, avec Massimo Stanzione, pour qui on doit parler d'une intense collaboration artistique, fondée sur une vive amitié et sur d'évidentes correspondances stylistiques.
À Naples, pour la première fois, Artemisia Gentileschi peint des toiles pour une cathédrale, celles dédiées à la vie de saint Janvier de Bénévent (san Gennaro) à Pouzzoles. La Naissance de saint Jean Baptiste, du Prado, Corisca et le satyre, en collection privée, sont des œuvres de cette première période napolitaine. Artemisia Gentileschi y démontre encore une fois sa faculté d'adaptation aux goûts artistiques de l'époque et sa capacité d'aborder d'autres sujets avec les différentes Judith, Suzanne, Bethsabée, Madeleine pénitente, grâce auxquelles elle accroît sa célébrité.
En 1638, Artemisia Gentileschi rejoint son père à Londres où Orazio, devenu peintre de la cour de Charles Ier, a reçu la charge de décorer un plafond (Allégorie du Triomphe de la Paix et des Arts) dans la Casa delle Delizie de la reine Henriette Marie à Greenwich. Après tout ce temps, père et fille collaborent à nouveau, mais rien ne laisse penser que le motif du voyage londonien soit uniquement de venir affectueusement porter secours à son vieux père. Charles Ier est un grand amateur d'art, capable de compromettre les finances publiques pour satisfaire ses désirs artistiques. C'est ainsi qu'il achète la fabuleuse collection de Charles Ier de Gonzague de Mantoue. La réputation d'Artemisia Gentileschi l'a sans doute séduit, il l'aurait réclamée à sa cour. Dans sa collection se trouve une de ses toiles, l'autoportrait en Allégorie de la peinture, aujourd'hui conservé dans la Collection Royale au château de Windsor: portrait de l'artiste, montrant sa passion créative, en pleine action, mèches de cheveux détachés. Orazio meurt, de manière inattendue, dans les bras de sa fille, en 1639. L'activité d'Artemisia Gentileschi à Londres se poursuit encore quelque temps après la mort de son père, bien qu'aucune œuvre connue ne puisse être attribuée avec certitude à cette période. Nous savons qu'en 1642, dès les premiers signes de la guerre civile, Artemisia Gentileschi a déjà quitté l'Angleterre. On ne connaît rien ou presque de ses déplacements suivants. De fait, en 1649, nous la trouvons de nouveau à Naples, d'où elle correspond avec le collectionneur Don Antonio Ruffo de Sicile qui est son mentor et un bon commanditaire dans cette seconde période napolitaine. La dernière lettre à son mécène, que nous connaissons, date de 1650, et témoigne de la pleine activité de l'artiste.
Jusqu'en 2005, on croyait qu'Artemisia Gentileschi était décédée entre 1652 et 1653, mais des preuves récentes montrent qu'elle acceptait toujours les commandes en 1654, bien qu'elle fût alors très dépendante de l'aide de son assistant Onofrio Palumbo. On suppose aujourd'hui qu'elle est morte dans la peste dévastatrice qui a frappé Naples en 1656, anéantissant toute une génération de grands artistes.
On attribue à cette deuxième période napolitaine une Suzanne et les Vieillards, aujourd'hui à Brno et une Madone au rosaire, conservée à l'Escurial.
Onofrio Palumbo compte parmi ses disciples.

## Profil artistique

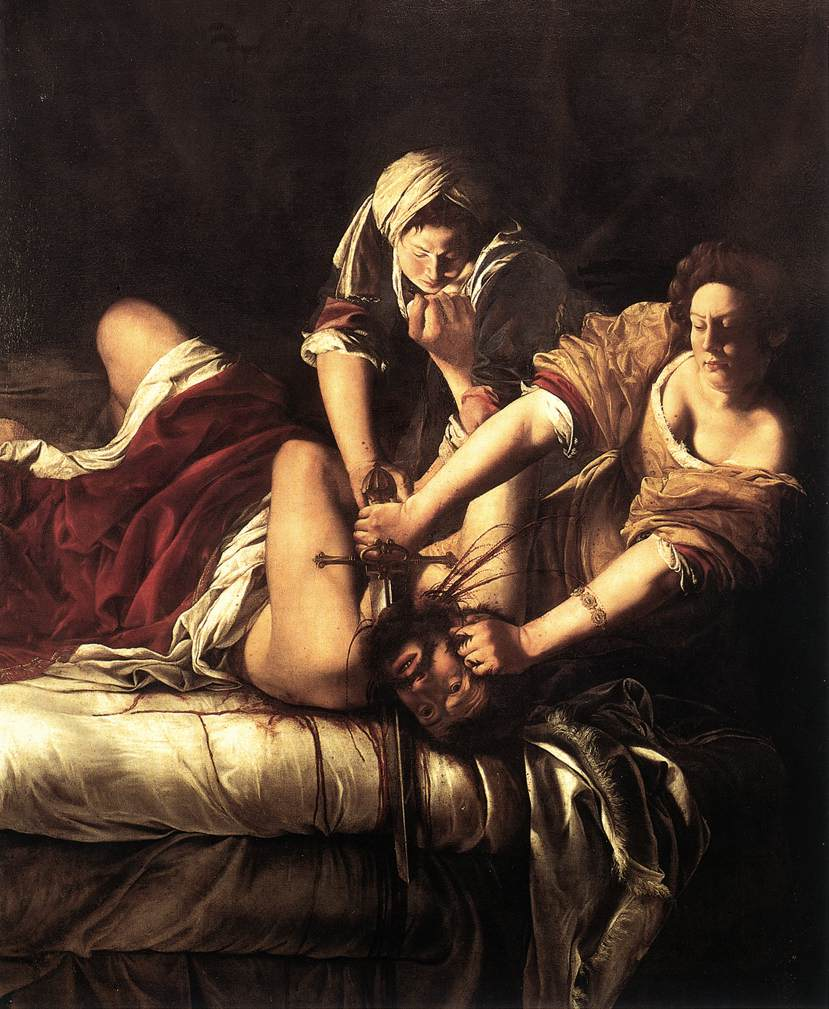
Judith décapitant Holopherne, Galerie des Offices, Florence, 1620.

Un essai de 1916 de Roberto Longhi, intitulé Gentileschi père et fille, a le mérite de ramener l'attention de la critique sur la stature artistique d'Artemisia Gentileschi dans le cercle des caravagesques de la première moitié du XVIIe siècle.
Dans son commentaire de la peinture la plus célèbre d'Artemisia Gentileschi, la Judith décapitant Holopherne des Offices, Longhi écrit :

« Qui pourrait penser que sous un drap étudié de candeurs et d'ombres glacées dignes d'un Vermeer grandeur nature, pouvait se dérouler une boucherie aussi brutale et atroce […] ? Mais — avons-nous envie de dire — mais cette femme est terrible ! Une femme a peint tout ça ? »

Il ajoute :

« […] qu'il n'y a ici rien de sadique, qu'au contraire, ce qui surprend, c'est l'impassibilité féroce de qui a peint tout cela et a même réussi à vérifier que le sang giclant avec violence peut orner le jet central d'un vol de gouttes sur les deux bords ! Incroyable, vous dis-je ! Et puis s'il vous plaît laissez à la Signora Schiattesi — c'est le nom d'épouse d'Artemisia Gentileschi — le temps de choisir la garde de l'épée qui doit servir à la besogne ! Enfin ne vous semble-t-il pas que l'unique mouvement de Judith est de s'écarter le plus possible pour que le sang ne lui salisse pas son tout nouveau vêtement de soie jaune ? N'oublions pas qu'il s'agit d'un habit de la maison Gentileschi, la plus fine garde-robe de soie du XVIIe européen, après Van Dyck. »

— Roberto Longhi, Gentileschi père et fille, 1916

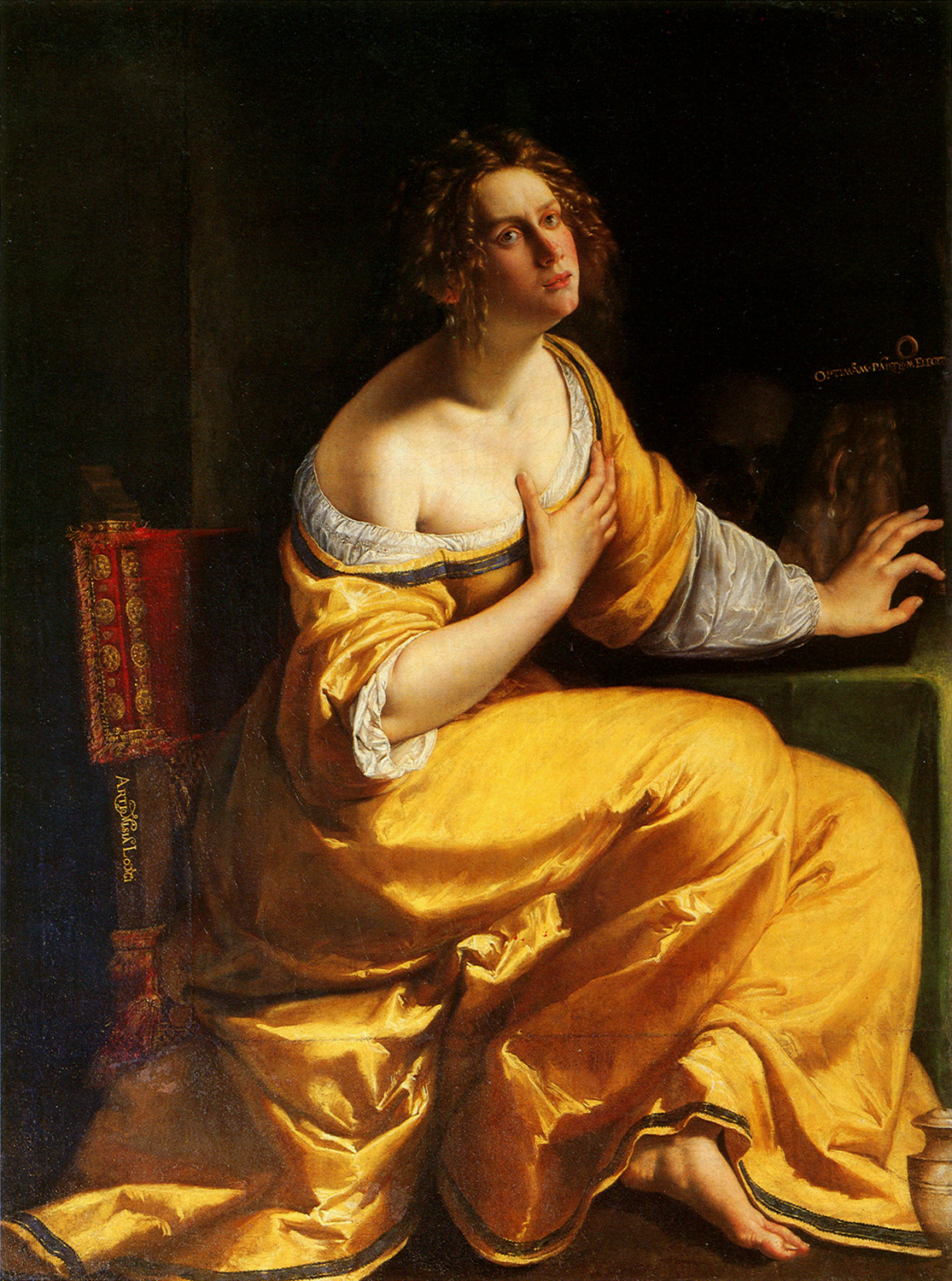
Marie Madeleine, vers 1620, palais Pitti, Florence.

Cette lecture du tableau souligne de façon exemplaire ce que signifie tout savoir en matière « de peinture, et de couleur, et de mélange » : elle évoque les couleurs vives de la palette d'Artemisia Gentileschi, les luminescences soyeuses des robes (avec ce jaune incomparable), l'attention perfectionniste pour le réalisme des bijoux et des armes.
L'intérêt pour le personnage artistique d'Artemisia Gentileschi connaît une forte impulsion grâce aux thèses féministes qui soulignent la force expressive de son langage pictural quand les sujets représentés, les fameuses héroïnes bibliques, semblent toujours vouloir manifester leur rébellion face à la domination masculine.
Dans un essai publié dans le catalogue de l'exposition Orazio et Artemisia Gentileschi organisée à Rome en 2001 (puis à New York), Judith W. Mann prend ses distances, en montrant les limites, avec une lecture strictement féministe :

« [Une lecture de ce type] avance l'hypothèse que la pleine puissance créative d'Artemisia s'est manifestée seulement dans la représentation de femmes fortes et capables de se faire valoir, au point que l'on n'arrive pas à l'imaginer occupée à la réalisation d'images religieuses conventionnelles, comme une Vierge à l'Enfant ou une Vierge accueillant, soumise, l'Annonciation ; et elle soutient en outre que l'artiste aurait refusé de modifier son interprétation personnelle de certains sujets pour s'adapter aux goûts d'une clientèle présumée masculine. Le stéréotype a eu un double effet restrictif : il a conduit les chercheurs soit à mettre en doute l'attribution des tableaux qui ne correspondent pas au modèle décrit, soit à attribuer une valeur inférieure à ceux qui ne correspondaient pas au cliché. »

La critique plus récente, à partir de la difficile reconstitution du catalogue complet d'Artemisia Gentileschi, a voulu donner une lecture moins réductrice de sa  carrière, la replaçant plus classiquement dans le contexte des différents milieux artistiques que la peintre a pu fréquenter. Une pareille lecture nous restitue la figure d'une artiste qui lutta avec détermination, utilisant les armes de sa personnalité et de ses qualités artistiques, contre les préjugés qui s'exprimaient à l'égard des femmes peintres, réussissant à s'intégrer productivement dans le cercle des peintres les plus réputés de son temps, affrontant une gamme de genres picturaux certainement beaucoup plus ample et variée que ce que peuvent nous en dire aujourd'hui les toiles qui lui sont attribuées.
Pour une femme du début du XVIIe siècle, se consacrer à la peinture, comme le fait Artemisia Gentileschi, représente un choix difficile et hors du commun, mais pas exceptionnel. Avant elle, entre la fin du XVIe et le début du XVIIe siècle, d'autres femmes peintres exercent, avec succès, leur activité. On peut mentionner Sofonisba Anguissola (Crémone vers 1530 – Palerme vers 1625), qui est appelée en Espagne par Philippe II ; Lavinia Fontana (Bologne 1552 – Rome 1614), qui se rend à Rome à l'invitation du pape Clément VIII ; Fede Galizia (Milan ou Trente, 1578 – Milan 1630), qui peint entre autres de magnifiques natures mortes et une belle Judith avec la tête d'Holopherne. D'autres femmes peintres, plus ou moins connues, entreprennent une carrière artistique du vivant d'Artemisia Gentileschi.

## Œuvres principales

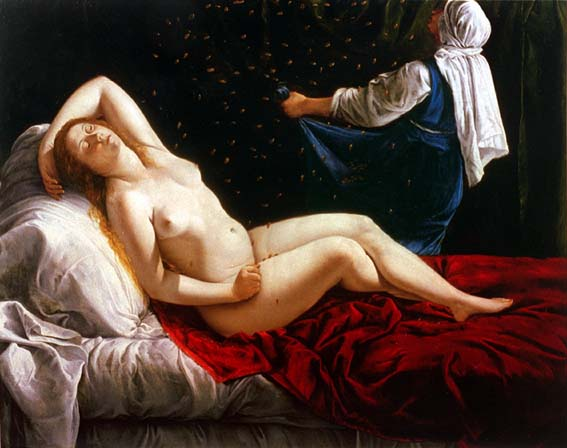
Danaé, vers 1612, musée d'Art de Saint-Louis.

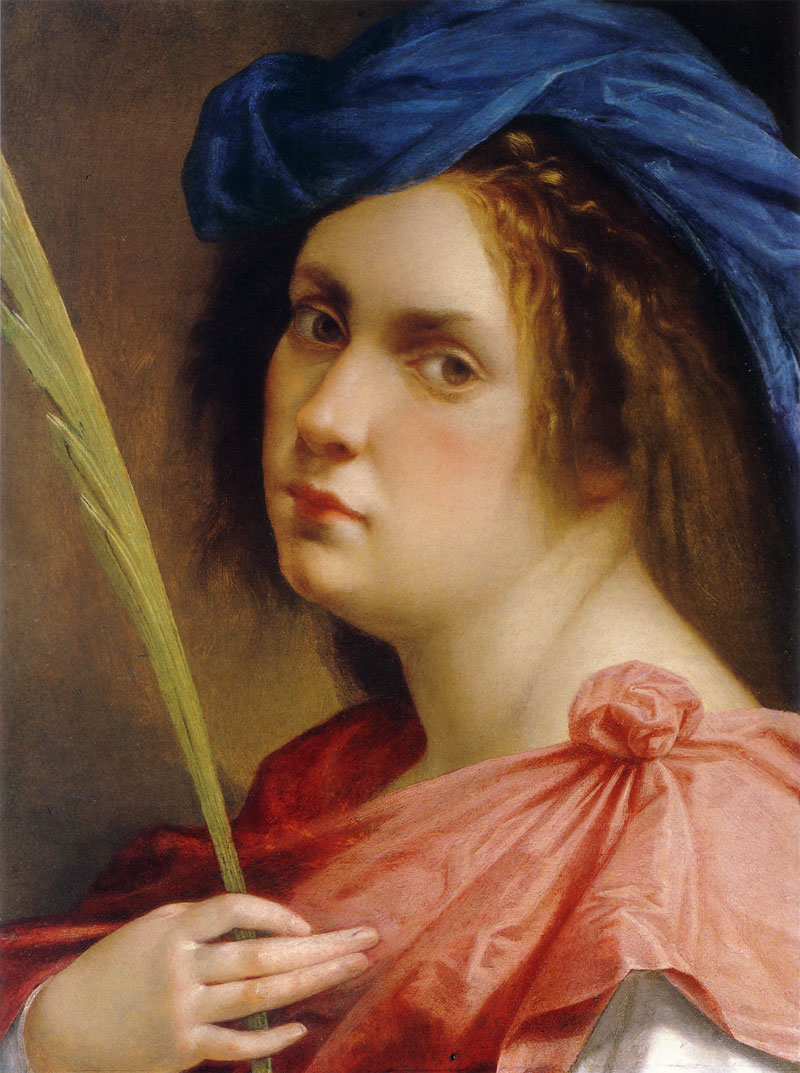
Autoportrait en martyre, localisation inconnue.

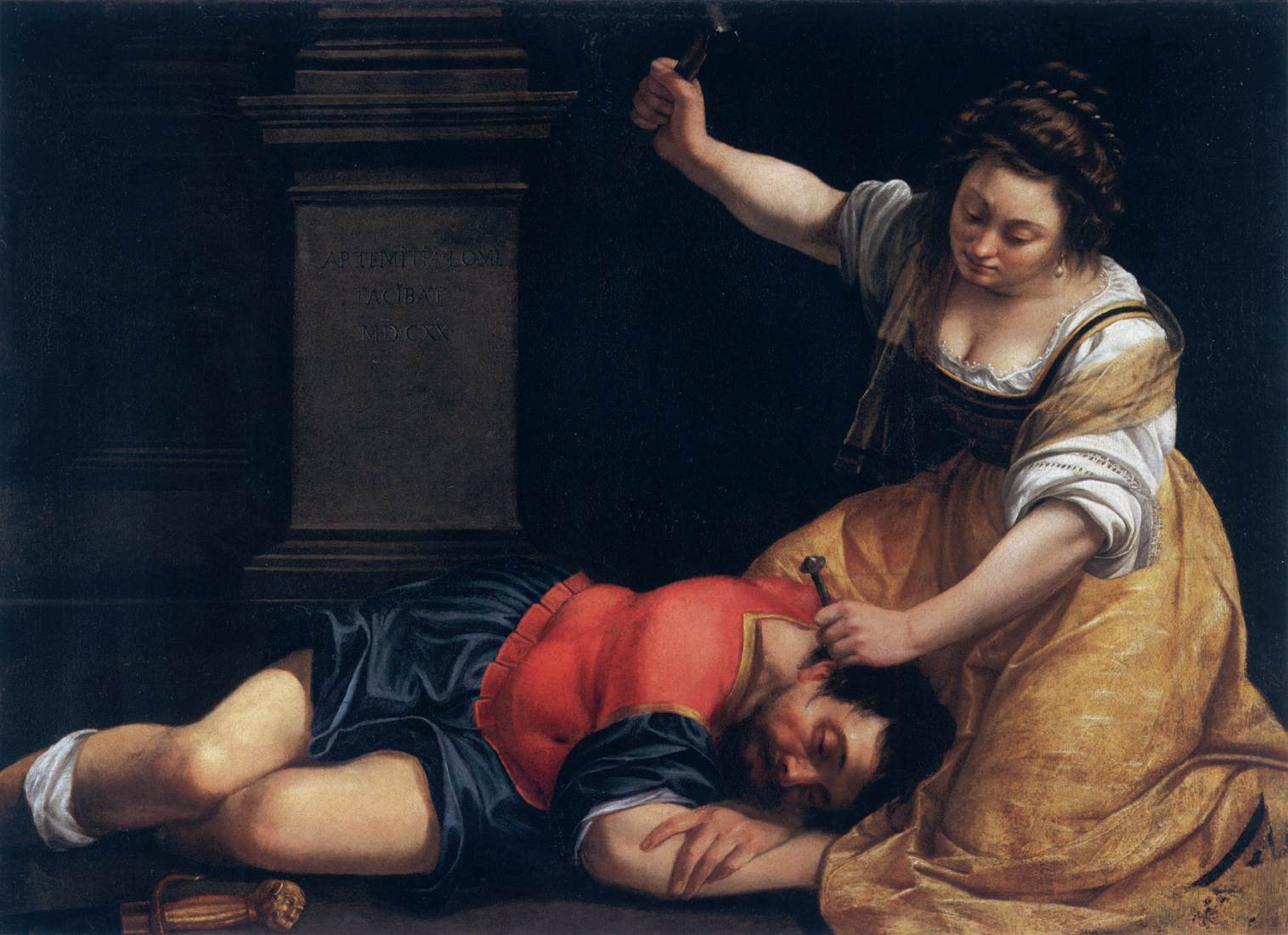
Yaël et Siséra, 1620, musée des beaux-arts de Budapest.

- Suzanne et les Vieillards, 170 × 119 cm, collection Graf von Schönborn, Pommersfelden, 1610
- Vierge à l'Enfant, galerie Spada, Rome, 1610-11

À Florence
- Danaé, Musée d'Art de Saint-Louis, Saint-Louis (Missouri), vers 1612
- Judith décapitant Holopherne, Musée de Capodimonte, Naples, 1612-1613
- Minerve, Surintendance des galeries, Florence, vers 1615
- Autoportrait en martyre, collection privée, vers 1615
- Allégorie de l'Inclination, Casa Buonarroti, Florence, 1615-16
- Madeleine pénitente, collection privée (ancient Marc A. Seidner Collection, Los Angeles), vers 1615-1616
- Marie Madeleine ou La Conversion de Madeleine, huile sur toile, 146 × 108 cm, Galerie Palatine, palais Pitti, Florence, 1615-16
- Autoportrait en joueuse de luth, Wadsworth Atheneum, Hartford, vers 1615-18
- Judith et sa servante, huile sur toile, 114 × 93 cm, Galerie Palatine, palais Pitti, Florence, 1618-19
- Sainte Catherine d'Alexandrie, Galerie des Offices, Florence, vers 1618-19
- Yaël et Siséra, Szépművészeti Múzeum, Budapest, 1620
- Cléopâtre, Collection de la Fondation Cavallini Sgarbi, Ro (Ferrare), vers 1620
- Allégorie de la Peinture, musée de Tessé, Le Mans, 1620-30
- Allégorie de la Peinture, huile sur toile, 93 × 74 cm, Galerie nationale d'art ancien (Rome)[20]
- Judith décapitant Holopherne, huile sur toile, 199 × 162 cm, musée des Offices, Florence, vers 1620
- Sainte Cécile, Galerie Spada, Rome, vers 1620
- Cléopatre, Collection Amedeo Morandorri, Milan, 1621-22 (considérée par quelques spécialistes comme une œuvre de son père)

À Rome
- Portrait d'un chevalier de l'ordre des Saints-Maurice-et-Lazare, collections municipales d'art, Palazzo d'Accursio, Bologne, 1622
- Suzanne et les Vieillards, The Burghley House Collection, Stamford, Lincolnshire, 1622
- Lucrèce, collection Gerolamo Etro, Milan, vers 1623-1625
- Judith et sa servante avec la tête d'Holopherne, Detroit Institute of Arts vers 1623-1625
- Marie Madeleine en mélancolie, cathédrale de Séville, salle du trésor, vers 1625
- Vénus endormie, The Virginia Museum of Fine Arts, Richmond, Virginia, 1625-1630
- Tarquin et Lucrèce, Nouveau Palais, Potsdam, vers 1626-1630
- Esther et Assuérus, Metropolitan Museum of Art, New York, vers 1628-1635

À Naples
- Annonciation, musée et galeries nationaux de Capodimonte, Naples, 1630
- L'Enfant Jésus endormi, Musée des Beaux-Arts, Boston, 1630-1632
- Lucrèce, deux tableaux entre 1630 et 1645, collections privées
- Corisca et le Satyre, collection privée, 1630-1635
- Clio, muse de l'Histoire, palais Bleu, Naples 1632
- Aurore, collection privée, Rome
- Naissance de saint Jean-Baptiste, musée du Prado, Madrid, vers 1633-1635
- Cléopatre, collection privée, Rome, vers 1633-35
- Loth et ses filles, The Toledo Museum of Art, Toledo (Ohio) vers 1635-1638
- David et Bethsabée, Neues Palais, Potsdam, vers 1635
- David et Bethsabée, Palazzo Pitti, (réserves), Florence, vers 1635
- San Gennaro dans l'amphithéâtre de Pouzzoles, musée et galeries nationaux de Capodimonte, Naples, 1636-1637
- Saints Procle et Nicée, musée et galeries nationaux di Capodimonte, Naples, 1636-37
- Adoration des mages, Chartreuse San Martino, Naples, 1636-37
- Bethsabée, Columbus Museum of Art, Columbus, vers 1636-37
- Hercule et Omphale, Palais Sursock, vers 1636
- Autoportrait en allégorie de la peinture, collection de sa majesté la reine Élisabeth II, château de Windsor, 1638-1639
- Madeleine pénitente, Palais Sursock, vers 1640
- Vénus embrassant Cupidon, collection privée, 1640-1650
- Une allégorie de la paix et des arts sous la couronne anglaise, Marlborough House, Londres, 1638-1639 (en collaboration avec Orazio Gentileschi)
- Suzanne et les Vieillards, Moravska Galerie, Brno, 1649
- Vierge à l'Enfant et au rosaire, palais de l'Escurial, Maison du Prince, 1651
- Judith décapitant Holopherme, vers 1612-1613, huile sur toile, 158.8 x 125.5 cm, Musée de Capodimonte[21].

Œuvres
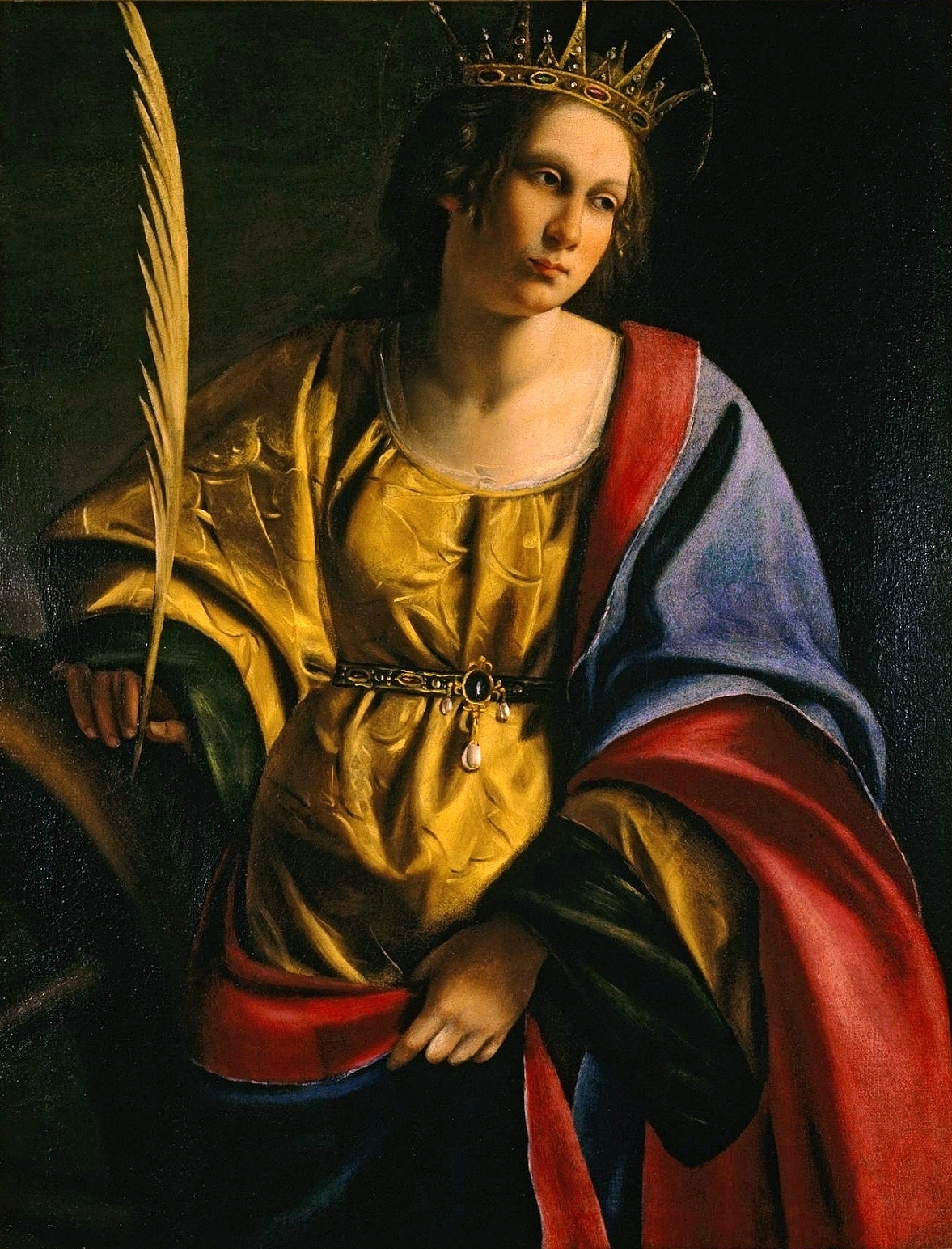
Sainte Catherine d'Alexandrie
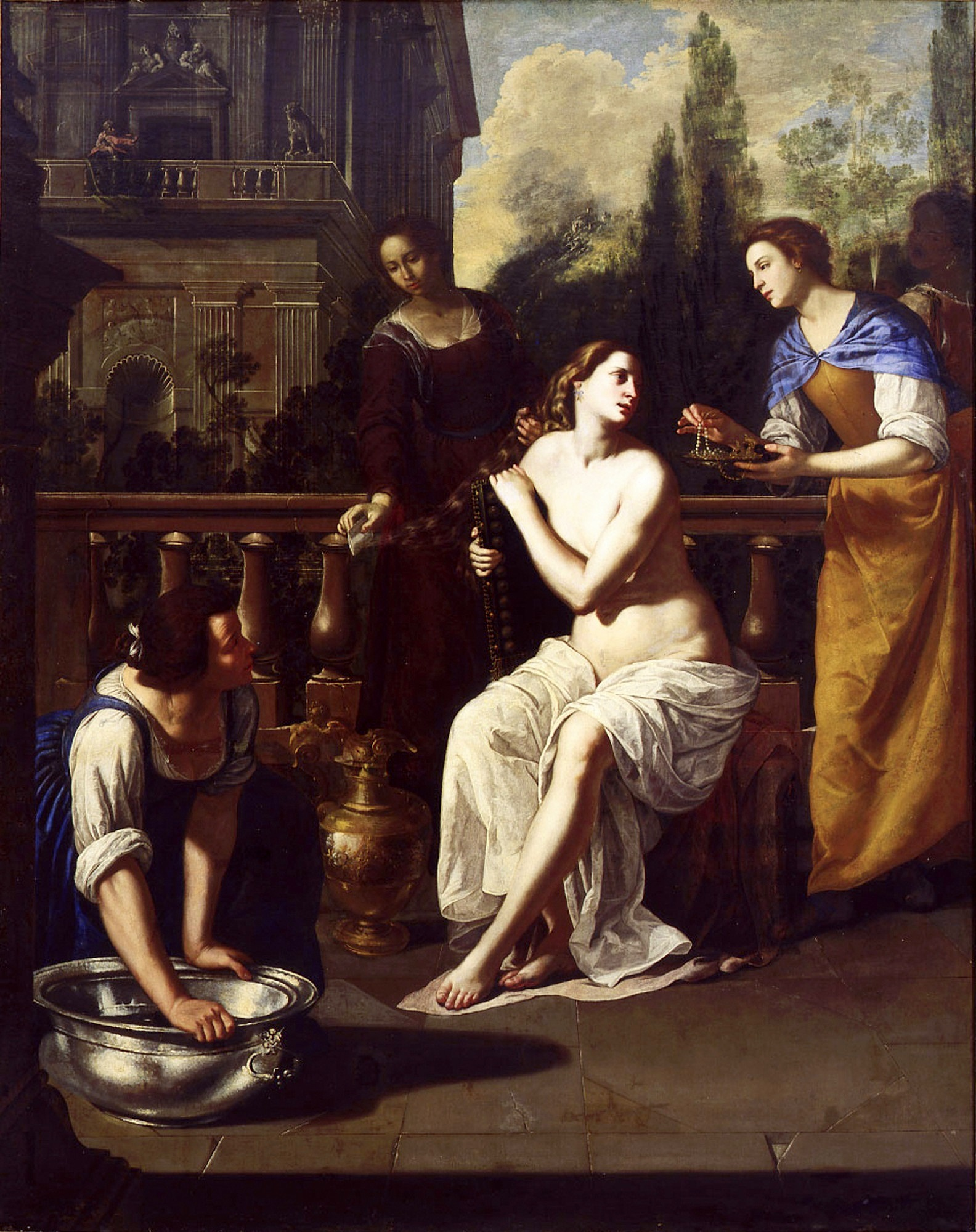
Bethsabée
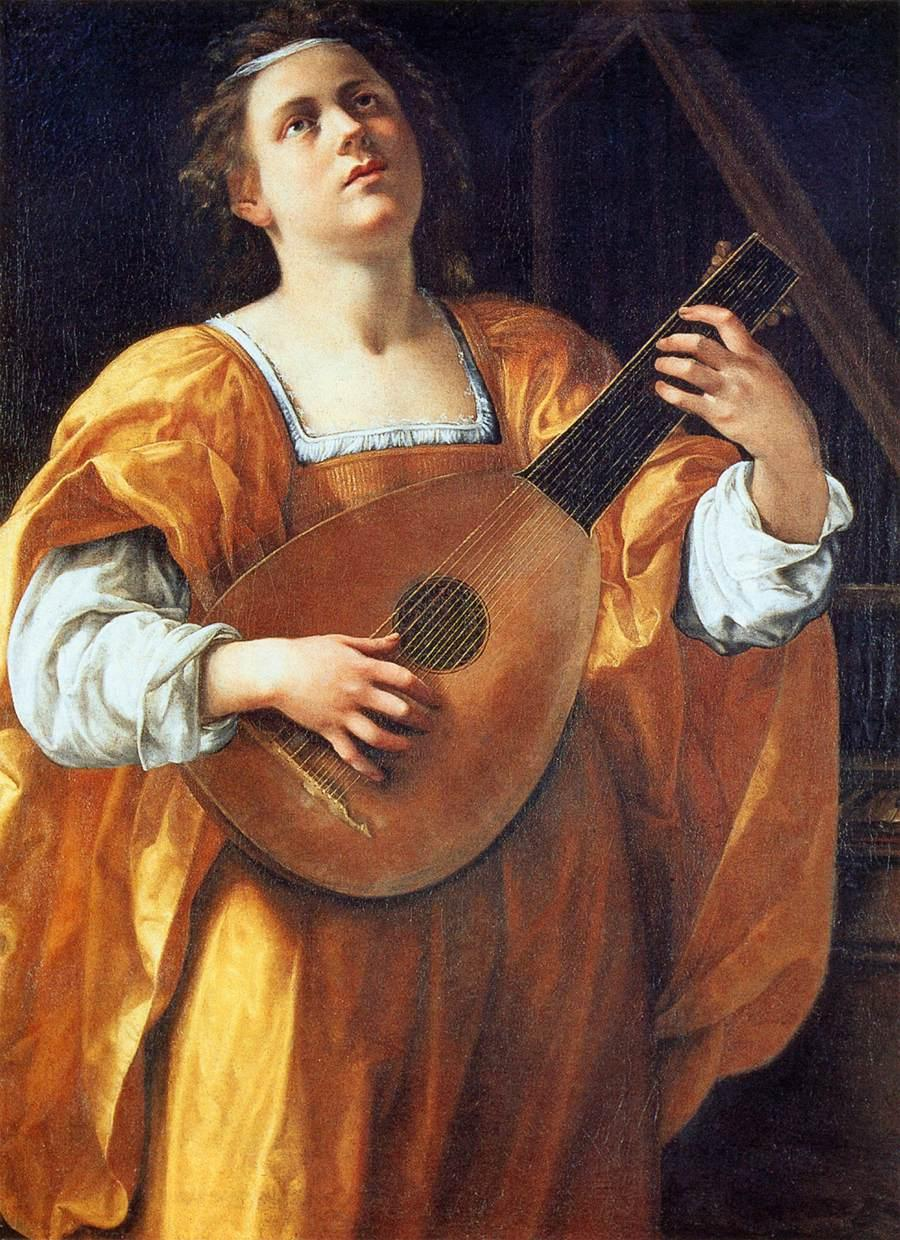
Sainte Cécile
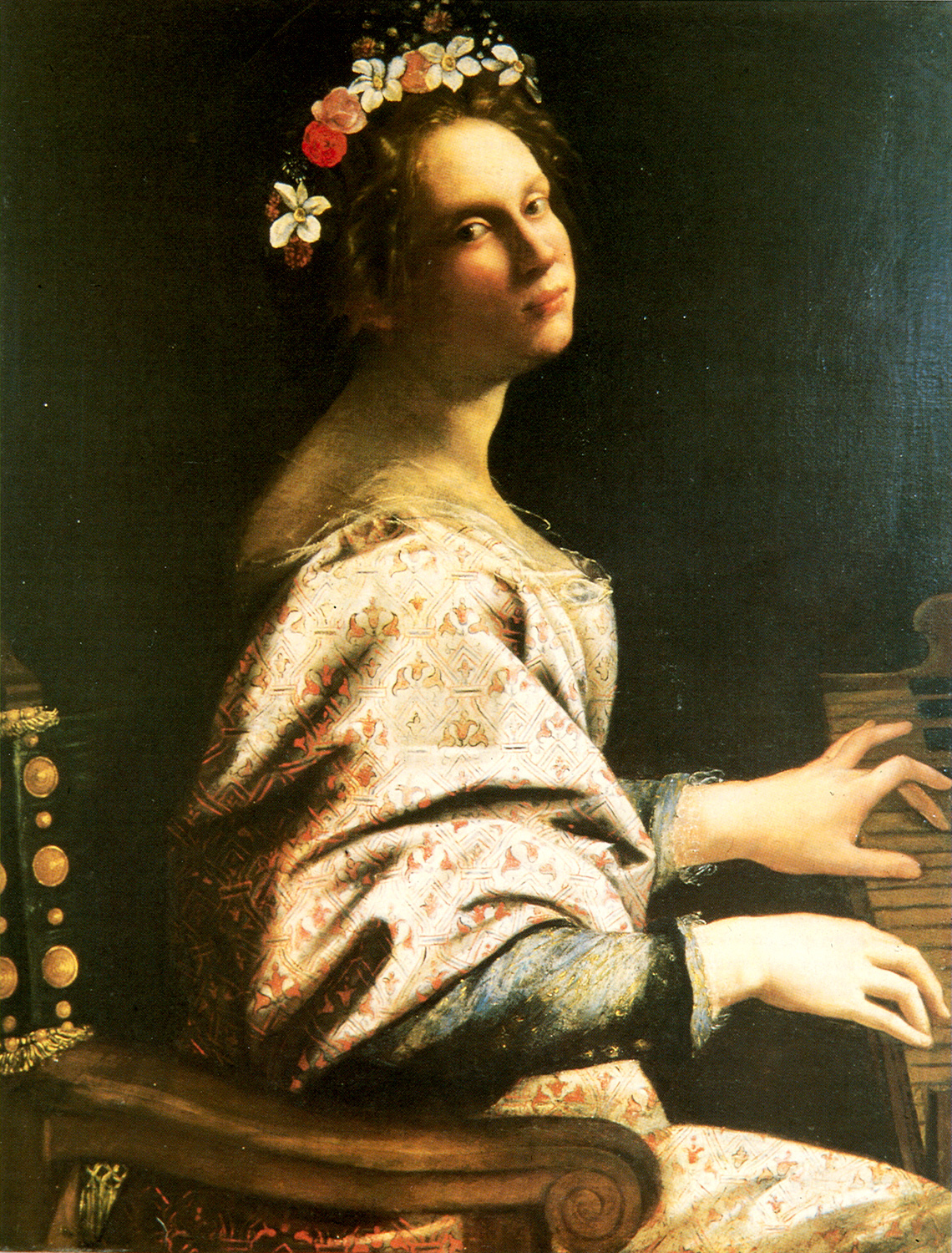
Sainte Cécile
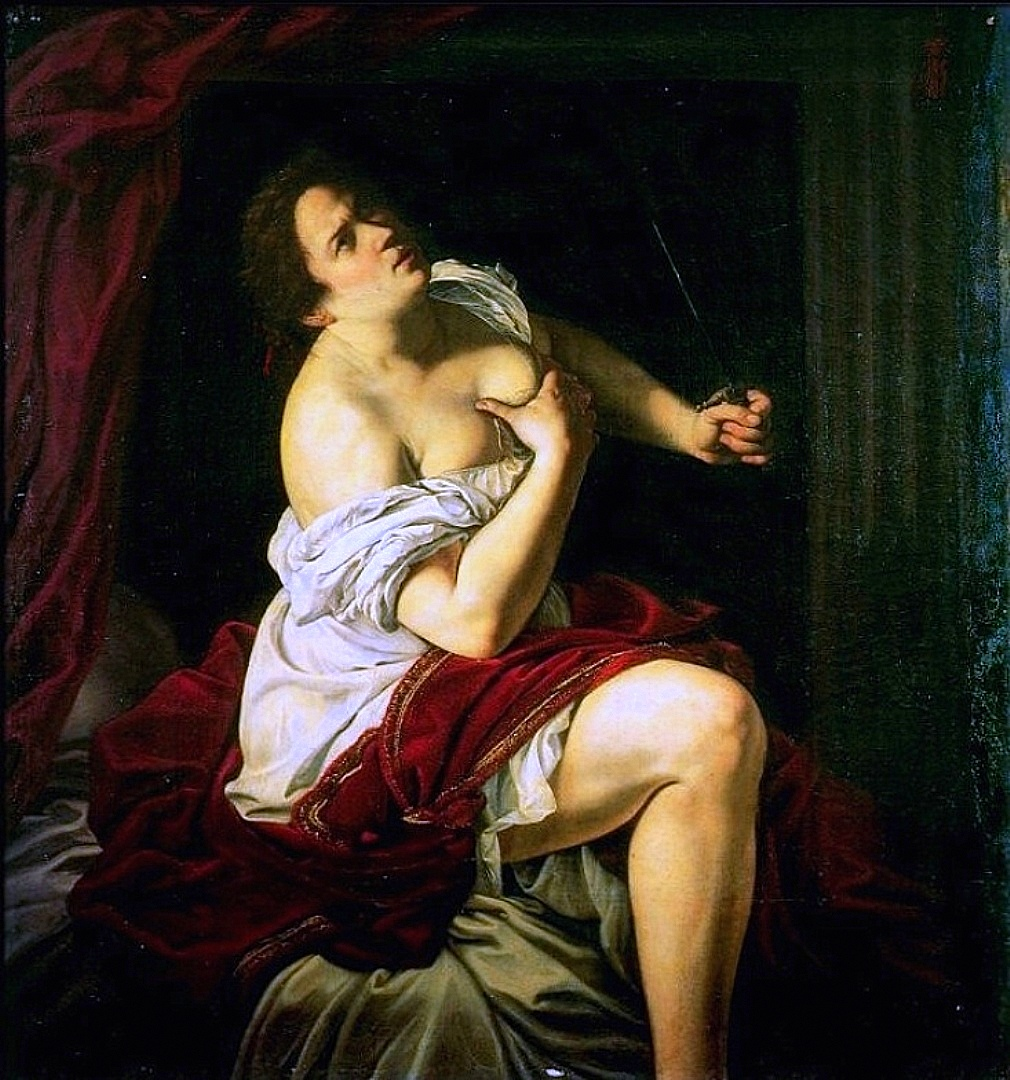
Lucrèce
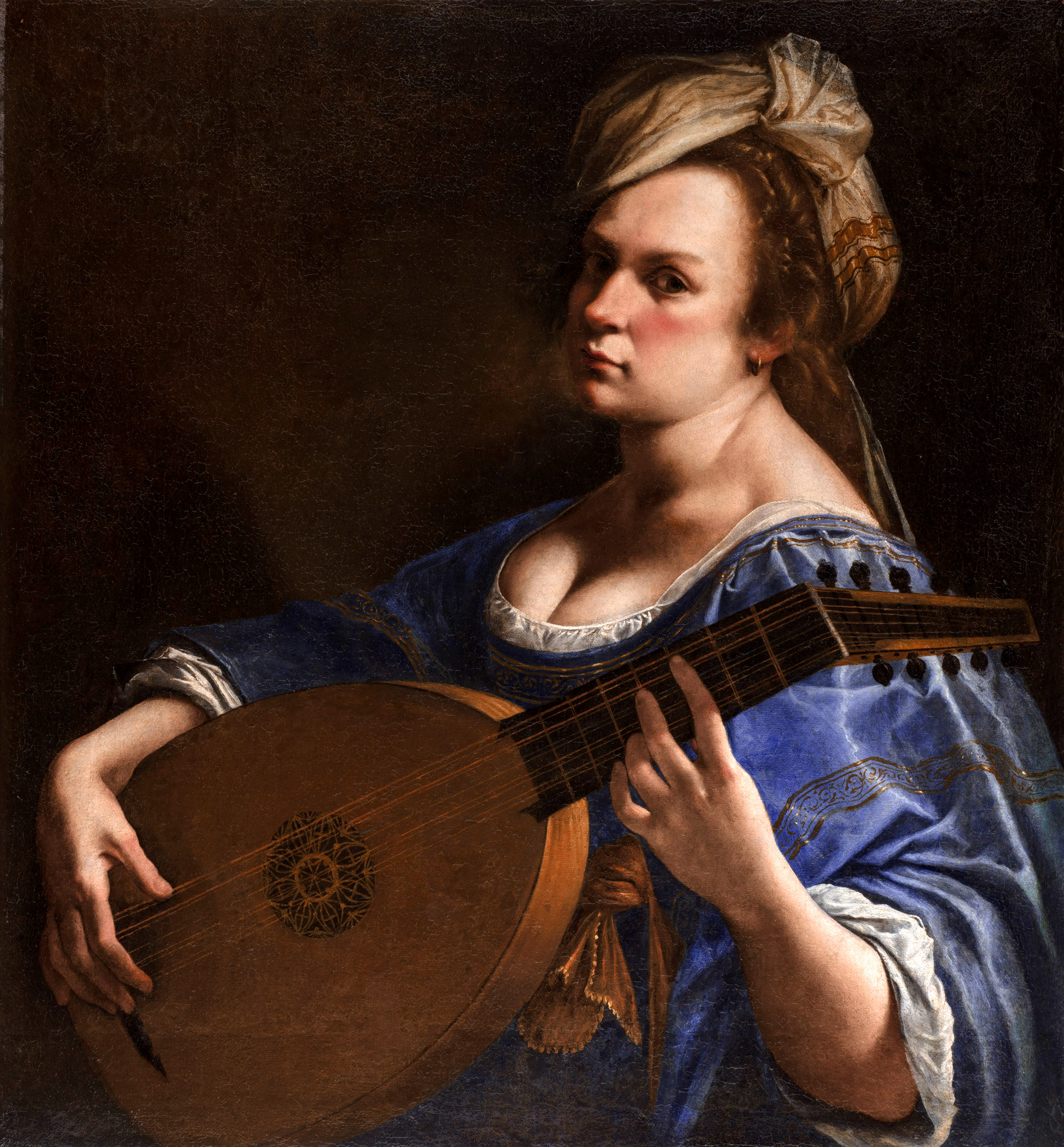
Autoportrait en joueuse de luth
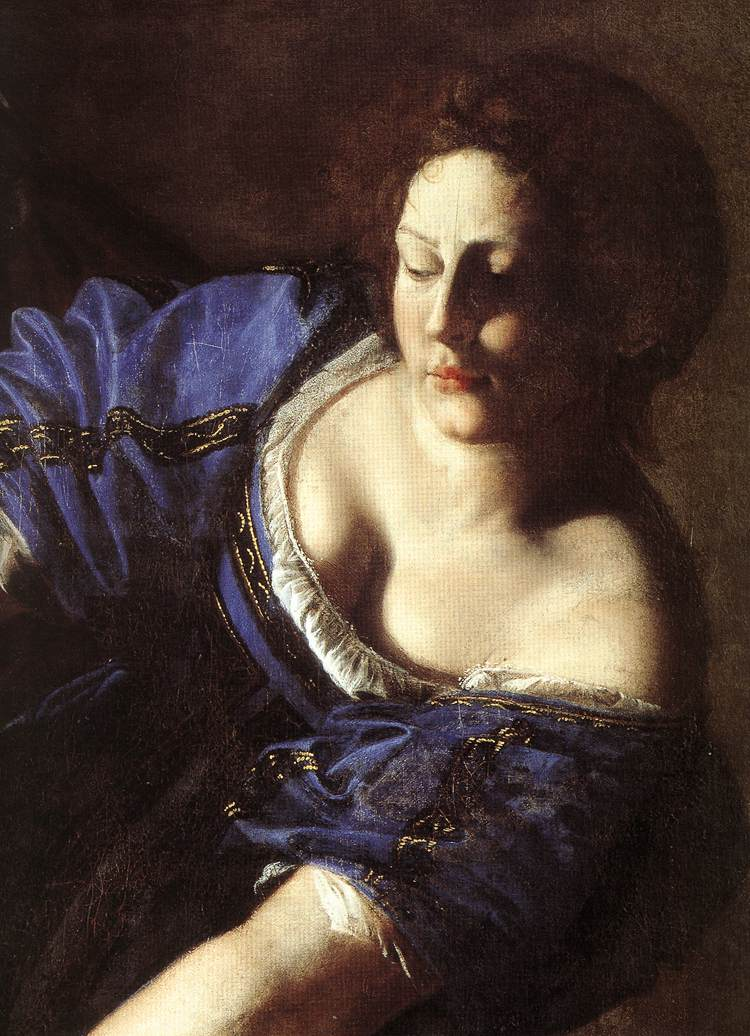
Judith décapitant Holopherne (version de Naples), détail (Judith)
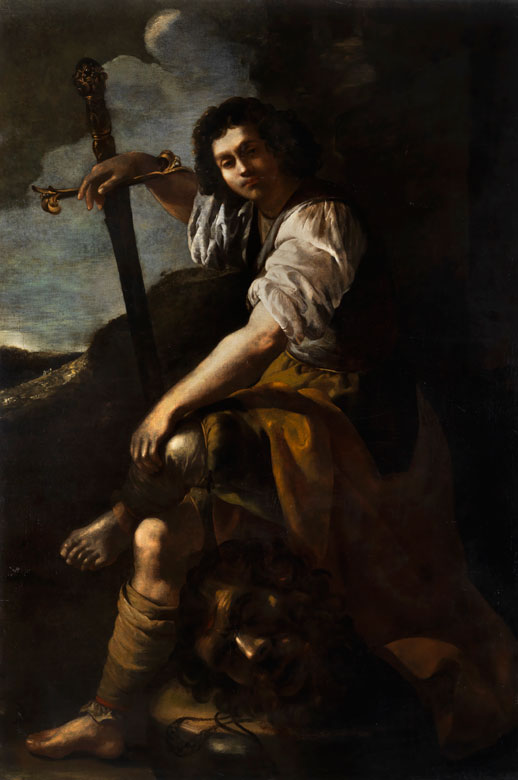
David et Goliath
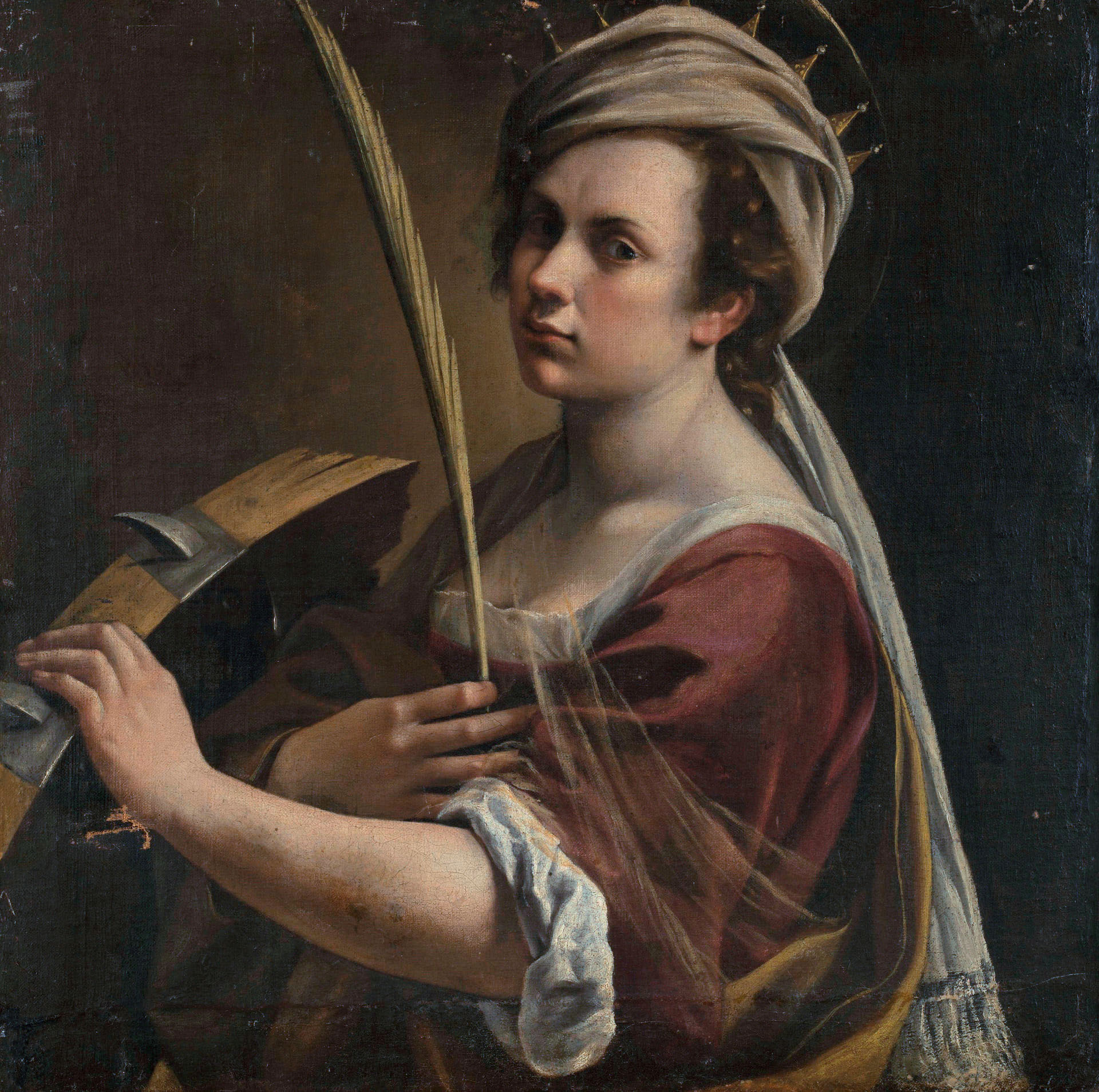
Autoportrait en sainte Catherine

## Les œuvres découvertes ou réapparues sur le marché de l'art auXXIesiècle

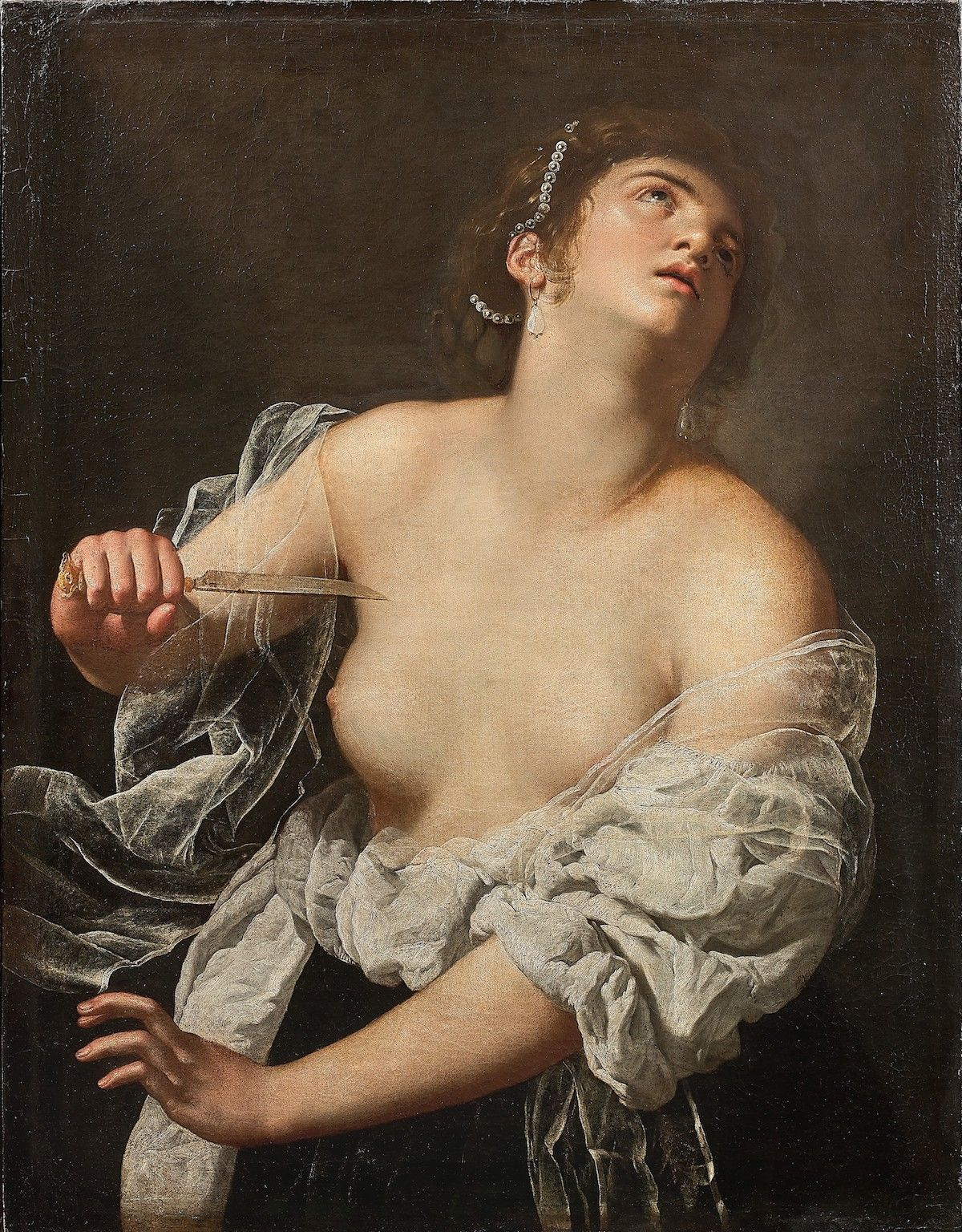
Artemisia Gentileschi - Lucretia, vers 1627.

Un tableau représentant Lucrèce se donnant la mort est réapparu sur le marché de l'art et a été vendu chez Artcurial le 13 novembre 2019 pour la somme record de 4 777 000 euros, établissant ainsi le record mondial des prix atteints en vente publique pour Artemisia Gentileschi,.
Cette œuvre majeure d'Artémisia, acquise par un marchand londonien, a été ensuite achetée en 2021 par le Getty Museum,,, où elle est maintenant exposée.

Le précédent record, était également pour un tableau également récemment réapparu, un rare autoportrait où Artémisia se représente en sainte Catherine (voir photo ci-dessus). Ce tableau a été vendu le 19 décembre 2017 pour la somme de 2 360 600 € à l'hôtel Drouot par l'étude de commissaires-priseurs Jorom-Derem,,,.
Une autre redécouverte majeure est un tableau représentant David et Goliath (voir photo ci-dessus), qui appartient maintenant à une collection privée. Le tableau a été acheté en 2018 lors d'une vente aux enchères organisée par Hampel pour la somme de 104.000€. Il était précédemment attribuée à Giovanni Francesco Guerrieri, un des élèves de son père, Orazio. L'expert de la vente a changé au dernier moment l'attribution pour la donner à Artemisia sur la foi d'un article publié par Gianni Papi en 1996, où celui-ci faisait une analyse stylistique appuyée sur une photographie en noir et blanc. La découverte est due à ce chercheur italien et spécialiste de Gentileschi , mais aussi au restaurateur privé Simon Gillespie, tous deux cités aussi par The Art Newspaper. La signature « Artemisia » est en effet apparue en cours de restauration le long de la lame de l'épée de David, avec les chiffres « 16- », probablement le début de la date du tableau.
En 2022, deux nouveaux tableaux sont attibués à la peintre. Il s'agit de deux œuvres anonymes qui se trouvaient dans le palais Sursock à Beyrouth, fortement endommagées par les explosions dévastatrices de 2020. En 2022, le premier tableau, Madeleine pénitente (vers 1640), peu endommagé, est une des pièces maîtresses de l'exposition  Maddalena, il mistero e l'imagine organisée en 2022 par les Musées de San Domenico (it) de Forlì.

Le deuxième tableau, Hercule et Omphale, de grande taille et fortement endommagé, est attribué à la peintre par Gregory Buchakjian et restauré par le musée J. Paul Getty Museum en 2022. Davide Gasparotto, conservateur du musée Getty, situe la réalisation du tableau pendant la période napolitaine de l'artiste.

## Représentation dans les arts

### Dans la littérature
La biographie d'Artemisia Gentileschi a suscité l'intérêt de plusieurs écrivains à son égard. La première femme de lettres qui décide de construire un roman autour du personnage d'Artemisia est Anna Banti. La première rédaction manuscrite du texte date de 1944, mais disparaît en raison des vicissitudes et des bombardements de la guerre. Elle décide trois ans plus tard de reprendre l'ouvrage, intitulé Artemisia, en le rédigeant sous une forme tout à fait différente. Anna Banti se présente dans son nouveau roman dans un dialogue avec la peintre, sous forme de journal ouvert, dans lequel elle cherche, en parallèle au récit de l'adolescence et de la maturité d'Artemisia, à s'expliquer à elle-même la fascination qu'elle subit et le besoin qui l'empêche d'aller au-delà des considérations artistiques dont elle aura tant de fois discuté avec son mari, l'historien de l'art Roberto Longhi,.
En 1999, l'écrivaine française Alexandra Lapierre affronte, là encore avec un roman, le charme énigmatique de la vie d'Artemisia, à partir d'une étude extrêmement scrupuleuse de la biographie et de son contexte historique. L'enquête psychologique qui vise à comprendre le rapport entre Artemisia femme et Artemisia peintre, fait appel, comme un leitmotiv, à la relation entre le père et la fille, relation faite d'une affection qui a du mal à s'exprimer et crée une rivalité professionnelle latente.
Un autre roman, publié en 2002, celui de Susan Vreeland, The Passion of Artemisia, se situe dans le sillage de la popularité atteinte par Artemisia Gentileschi dans le cercle féministe. C'est « Artemisia à Hollywood » commente la journaliste du Guardian, Anna Shapiro. Dans le roman de 2017, Splendente armonia de l'écrivain italien Sabrina Gatti, le personnage de la peintre Mathilde Zani est identifié à Artemisia et le sujet le plus représentatif de ses peintures est Judith et Holopherne.
Artemisia Gentileschi a également inspiré Sophie Marvaud pour l'écriture de sa trilogie Le Secret des cartographes (aujourd'hui disponible aux Éditions Magellan & Cie) et l'histoire de son personnage principal : Apollonia. Elle écrit d'ailleurs à la fin du premier tome : « Les peintres cités ont tous existé, à l'exception d'Apollonia et Michelangelo Orazeschi, pourtant directement inspirés de peintres réels : Artemisia et Orazio Gentileschi. J'ai voulu inventer pour la jeune femme un destin différent, après le viol et la parodie de justice qu'elle avait effectivement subis. ».

### En art contemporain
Artemisia Gentileschi est une des 39 convives attablées dans l'œuvre d’art contemporain The Dinner Party (1974-1979) de Judy Chicago.

### Au cinéma
Le résultat auquel arrive la réalisatrice française Agnès Merlet avec son film Artemisia (1997) a été salué par plusieurs critiques pour la richesse des points de vue développés autour du personnage principal, interprété par Valentina Cervi, même si certains ont eu des réserves. Un téléfilm réalisé par Adrienne Clarkson, lui aussi intitulé Artemisia, est diffusé la même année que le film d'Agnès Merlet ; le rôle principal y est tenu par Jocelyne Saint-Denis.
Artemisia Gentileschi apparait dans la deuxième enquête de la série policière française L'Art du crime. Son tableau Judith décapitant Holopherne a inspiré une mise en scène sur laquelle enquêtent Antoine Verlay et Florence Chassagne, historienne de l'art. Cette dernière imagine une discussion avec Artemisia Gentileschi (jouée par Blandine Bury). Son tableau Yaël et Siséra sera aussi un élément éclairant pour le dénouement.

### Dans la bande dessinée
Chantal Montellier traite de la vie d'Artemisia dans la seconde aventure de son héroïne vidéaste Julie Bristol : Faux Sanglant (Dargaud, 1992).
En 2013 parait au Japon le manga Arte de Kei Ôkubo, librement inspiré de la vie de l'artiste. La série est parue en France aux éditions Komikku, et adaptée en anime.
En 2017 paraît Artemisia de Nathalie Ferlut (scénario) et Tamia Baudouin (dessin) (Delcourt), une biographie consacrée à la femme peintre, qui donne d'ailleurs son nom au Prix Artémisia, qui récompense chaque année une bande dessinée créée par une créatrice. L'ouvrage est traduit en anglais par Maëlle Doliveux (en) pour une édition prévue en juillet 2020 par Beehive Books.

### Au théâtre
Artemisia Gentileschi est, avec Hildegard von Bingen, un des deux personnages de la pièce dialoguée Artemisia and Hildegard (2011) de la dramaturge américaine Carolyn Gage (en). Arrachées de leurs siècles respectifs dans un imaginaire hors temps, les deux génies se retrouvent sur un panel universitaire intitulé "Femmes artistes : Stratégies de survie" et leur débat tourne à la confrontation tant leurs positionnements incompatibles se nourrissent de leurs traumatismes personnels.
En 2016, le dramaturge français Jean Reinert publie chez L'Œil du Souffleur la tragédie Artemisia, centrée sur le viol d'Artemisia Gentileschi par Agostino Tassi.

## Expositions
- Musée Jacquemart-André Paris ː Artemisia, héroïne de l'art, 19 mars 2025 - 3 août 2025[55].
  - Catalogue d'exposition ː Patrizia Cavazzini, Pierre Curie et Maria Cristina Terzaghi, Artemisia : Héroïne de l'art, Fonds Mercator, 2025, 208 p. (ISBN 978-9462303935).
- Musée Maillol, Paris, Artemisia, pouvoir gloire et passions d'une femme peintre, du 14 mars au 15 juillet 2012[56],[57]

## Hommages
En juillet 2025, la Ville de Paris attribue son nom à la place Artemisia-Gentileschi, dans le 13e arrondissement.

#### Article
- André Finck et Michel Sidoroff, Artemisia, claire, obscure, feuilleton radiophonique en dix épisodes, d'une durée d'environ quatre heures, diffusé du 18 au 29 novembre 2013 sur France Culture.
- Roxana Azimi, « Les femmes artistes sont désormais affranchies », Le Monde,‎ 15 février 2004 (lire en ligne).

#### Bases de données et dictionnaires
- Ressources relatives aux beaux-arts :   - AGORHA
  - Art UK
  - Artists of the World Online
  - Bénézit
  - Bridgeman Art Library
  - British Museum
  - Musée du Prado
  - MutualArt
  - National Portrait Gallery
  - Nationalmuseum
  - RKDartists
  - Royal Academy of Arts
  - Sandrart.net
  - Union List of Artist Names
- Ressources relatives à la littérature :   - Internet Speculative Fiction Database
  - NooSFere
- Ressources relatives à la musique :   - Discogs
  - MusicBrainz
- Ressource relative à la bande dessinée :   - Comic Vine
- Notices dans des dictionnaires ou encyclopédies généralistes :   - Britannica
  - Brockhaus
  - Collective Biographies of Women
  - Deutsche Biographie
  - Dictionnaire universel des créatrices
  - Dizionario biografico degli italiani
  - Enciclopedia delle donne
  - Hrvatska Enciklopedija
  - Internetowa encyklopedia PWN
  - Nationalencyklopedin
  - Oxford Dictionary of National Biography
  - Proleksis enciklopedija
  - Store norske leksikon
  - Universalis
  - Visuotinė lietuvių enciklopedija
- Notices d'autorité :   - VIAF
  - ISNI
  - BnF (données)
  - IdRef
  - LCCN
  - GND
  - Italie
  - Espagne
  - Pays-Bas
  - Pologne
  - Israël
  - NUKAT
  - Catalogne
  - Suède
  - Vatican
  - Norvège
  - Tchéquie
  - Lettonie